# Biserica reformată din Leordeni

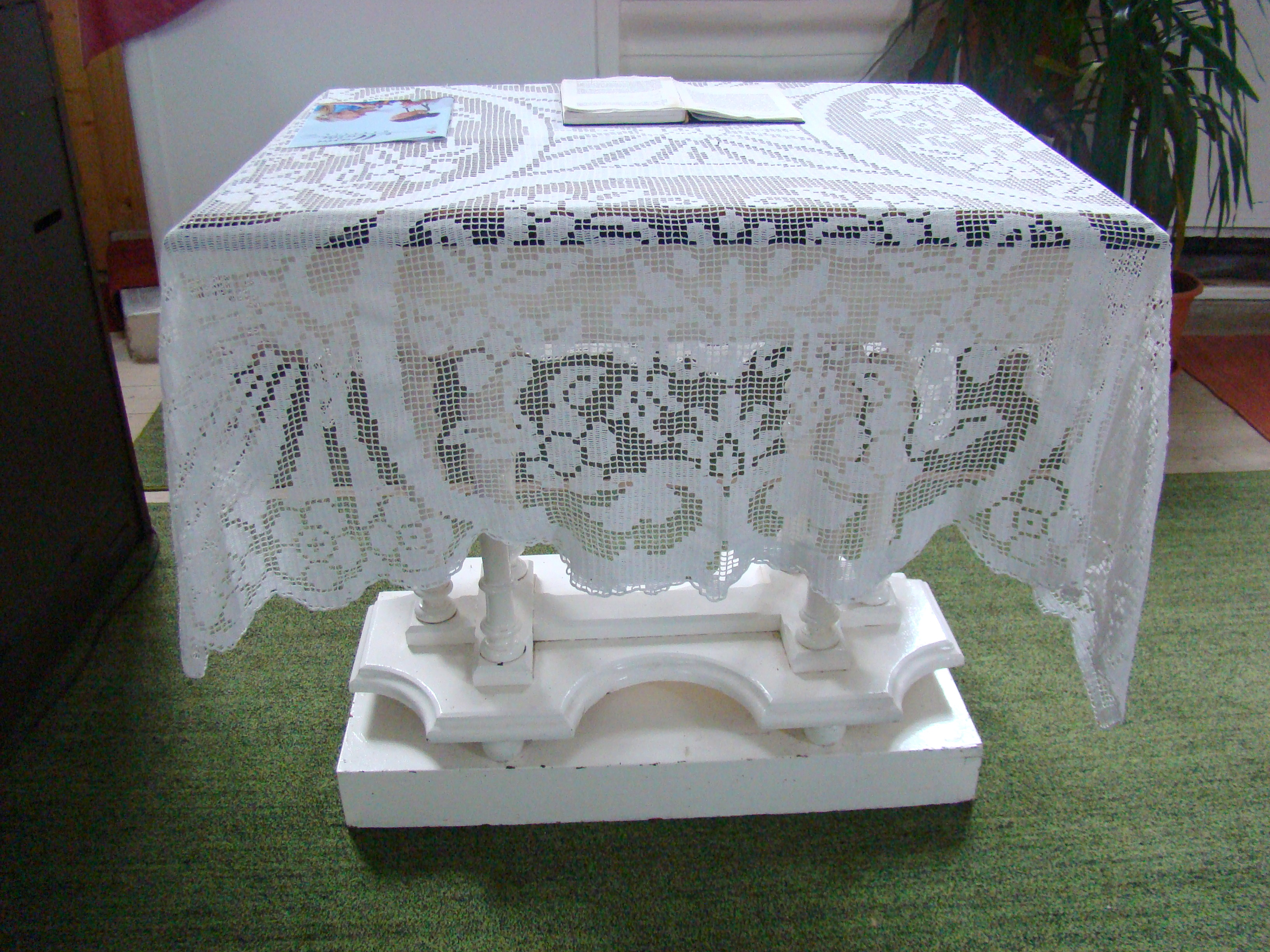
Masa Domnului

Biserica reformată din Leordeni este un monument istoric aflat pe teritoriul satului Leordeni, comuna Gheorghe Doja. În Repertoriul Arheologic Național, monumentul apare cu codul 117015.02.

## Localitatea
Leordeni (în maghiară Lőrincfalva) este un sat în comuna Gheorghe Doja din județul Mureș, Transilvania, România. Prima mențiune scrisă a satului datează din anul 1332, sub numele de Villa Laurencii.

## Biserica
Biserica reformată a fost construită în 1780, în locul bisericii distruse de turci, iar turnul acesteia a fost finalizat în 1786. A fost lovită de fulger în 1797, reacoperită în 1830 și 1885. Biserica datează în forma actuală din anul 1894, când a fost reconstruită (extinsă).
Cimitirul Eroilor Români din Al Doilea Război Mondial, amplasat în curtea Bisericii Reformate-Calvine, a fost amenajat în 1944 și restaurat în 1987. În acest cimitir sunt înhumați 37 eroi cunoscuți și 6 eroi necunoscuți.

## Imagini din exterior

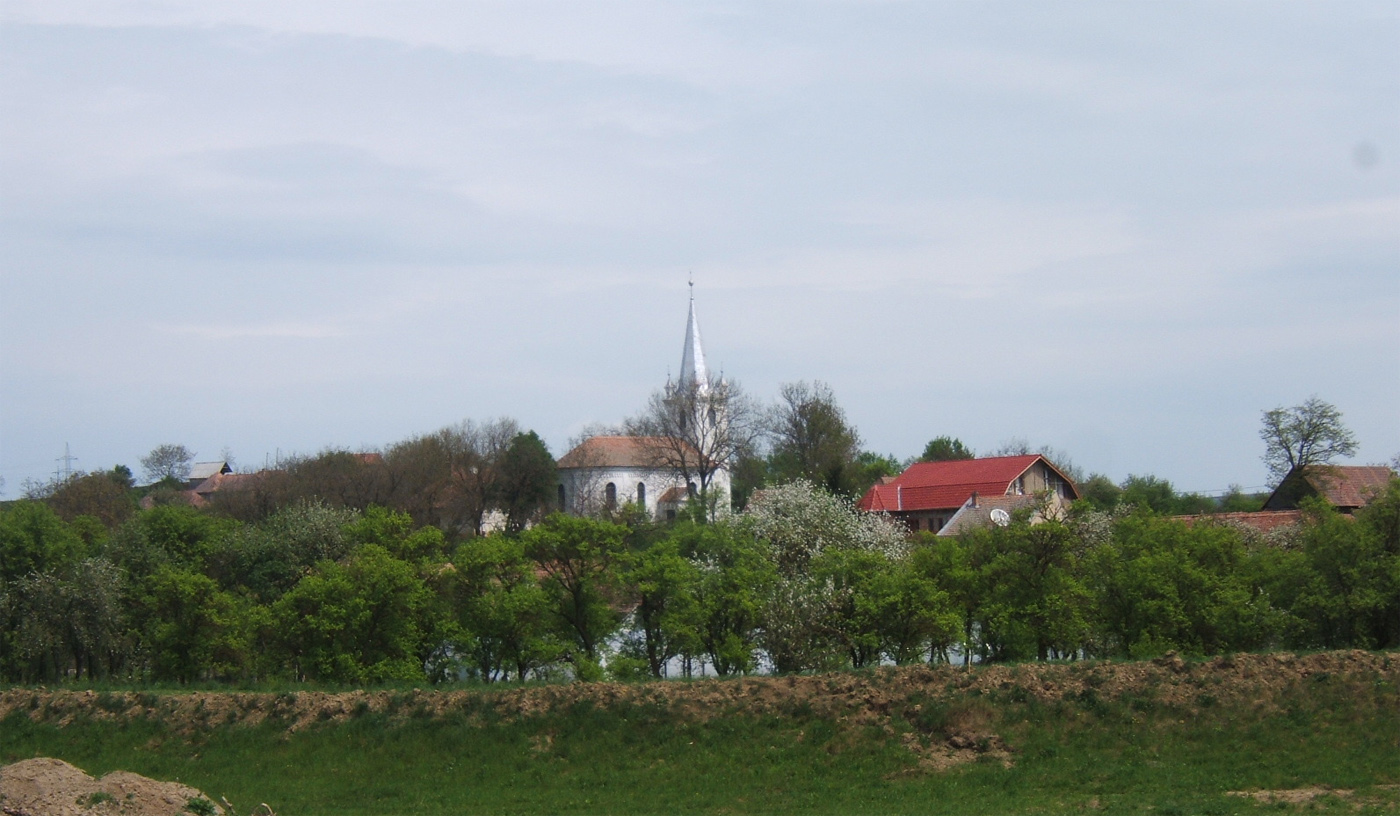
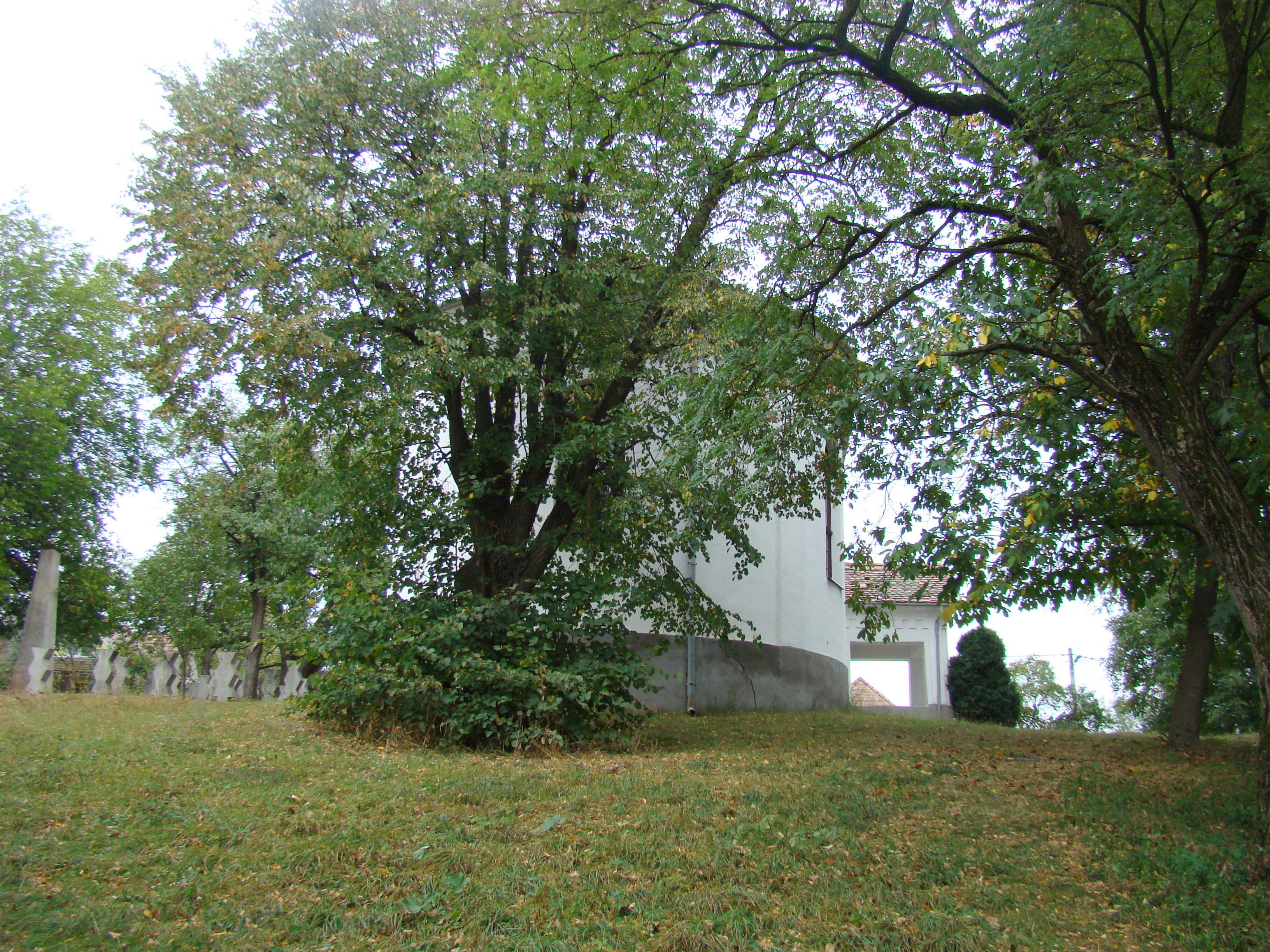
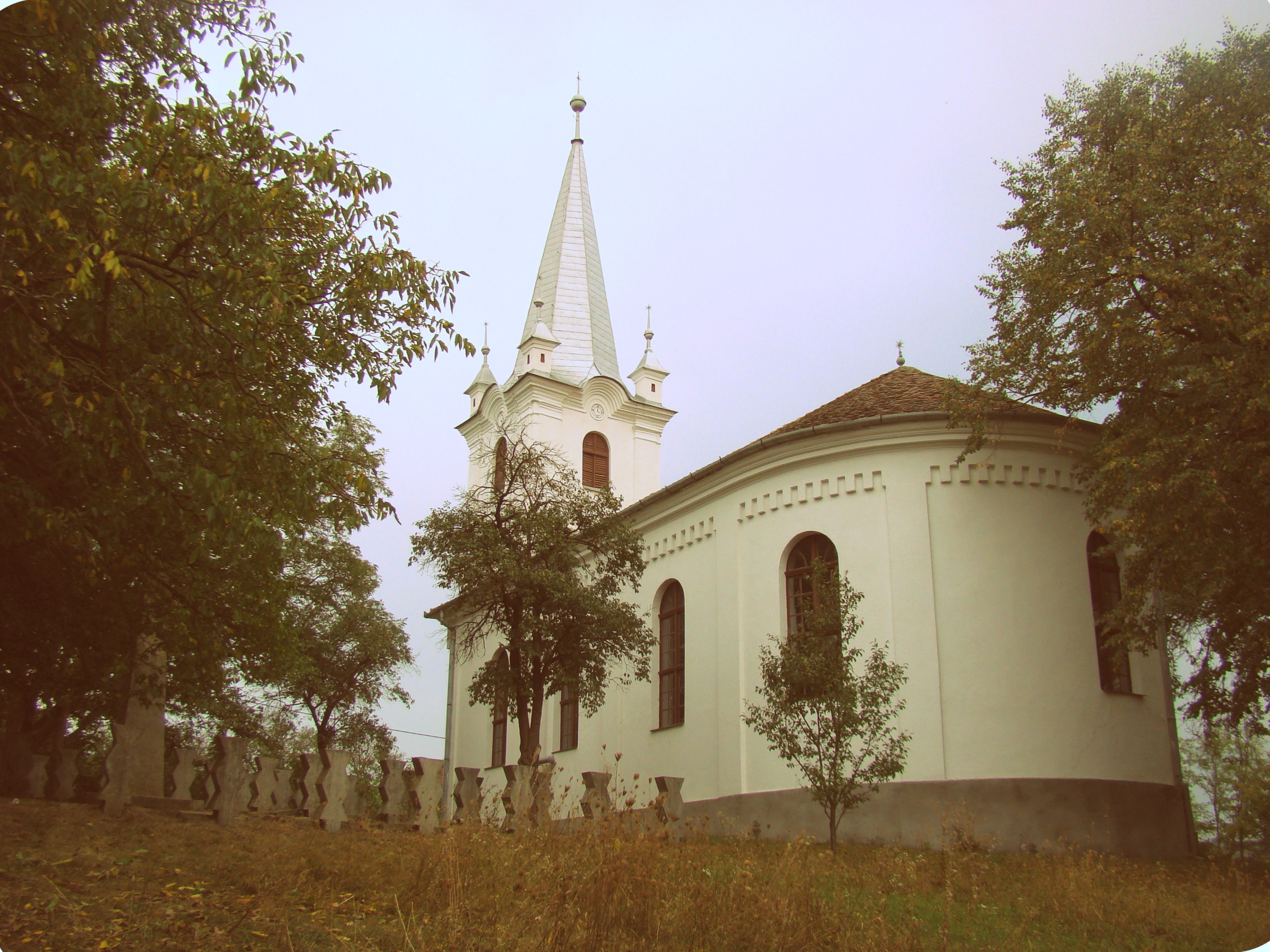
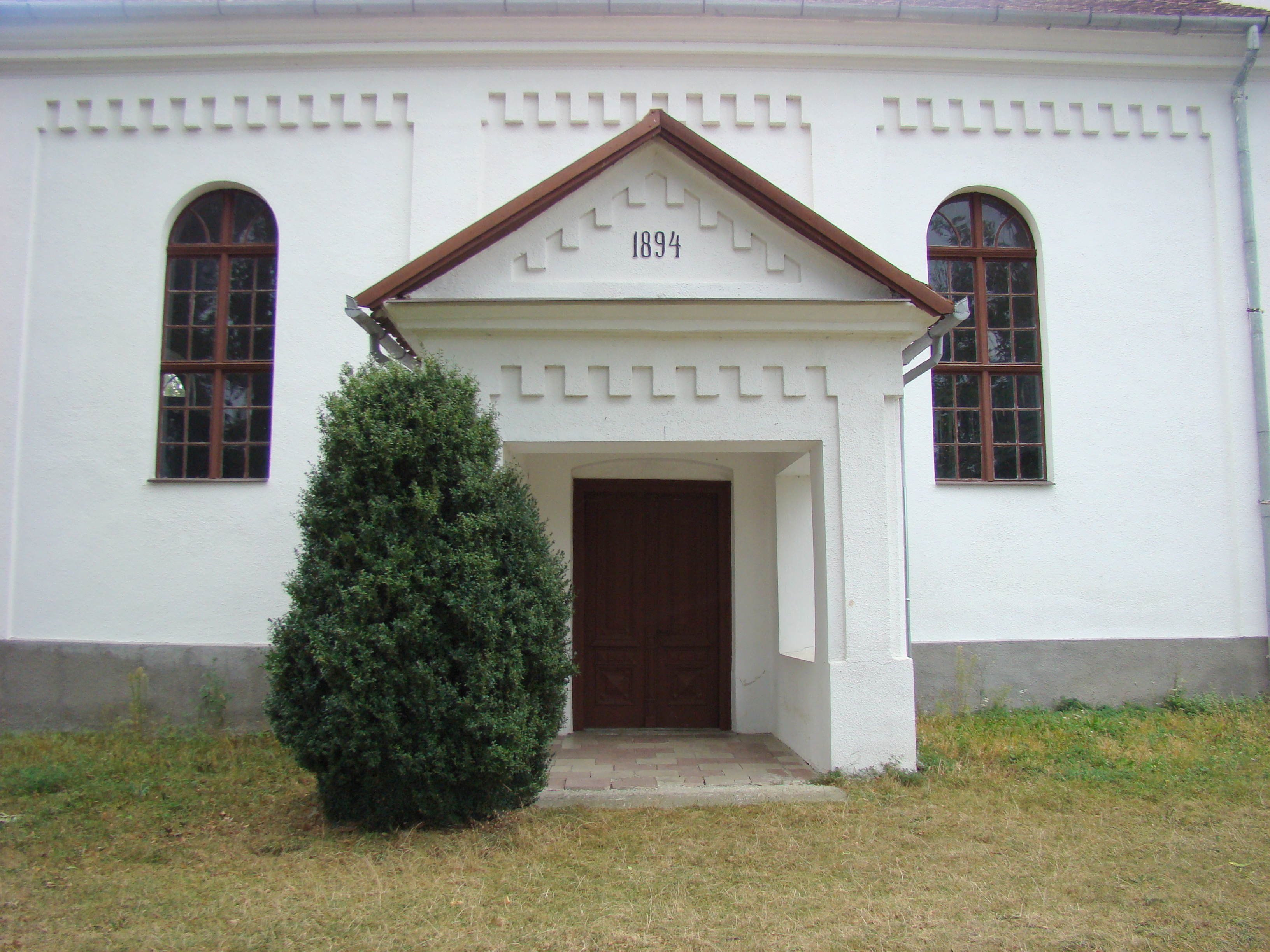
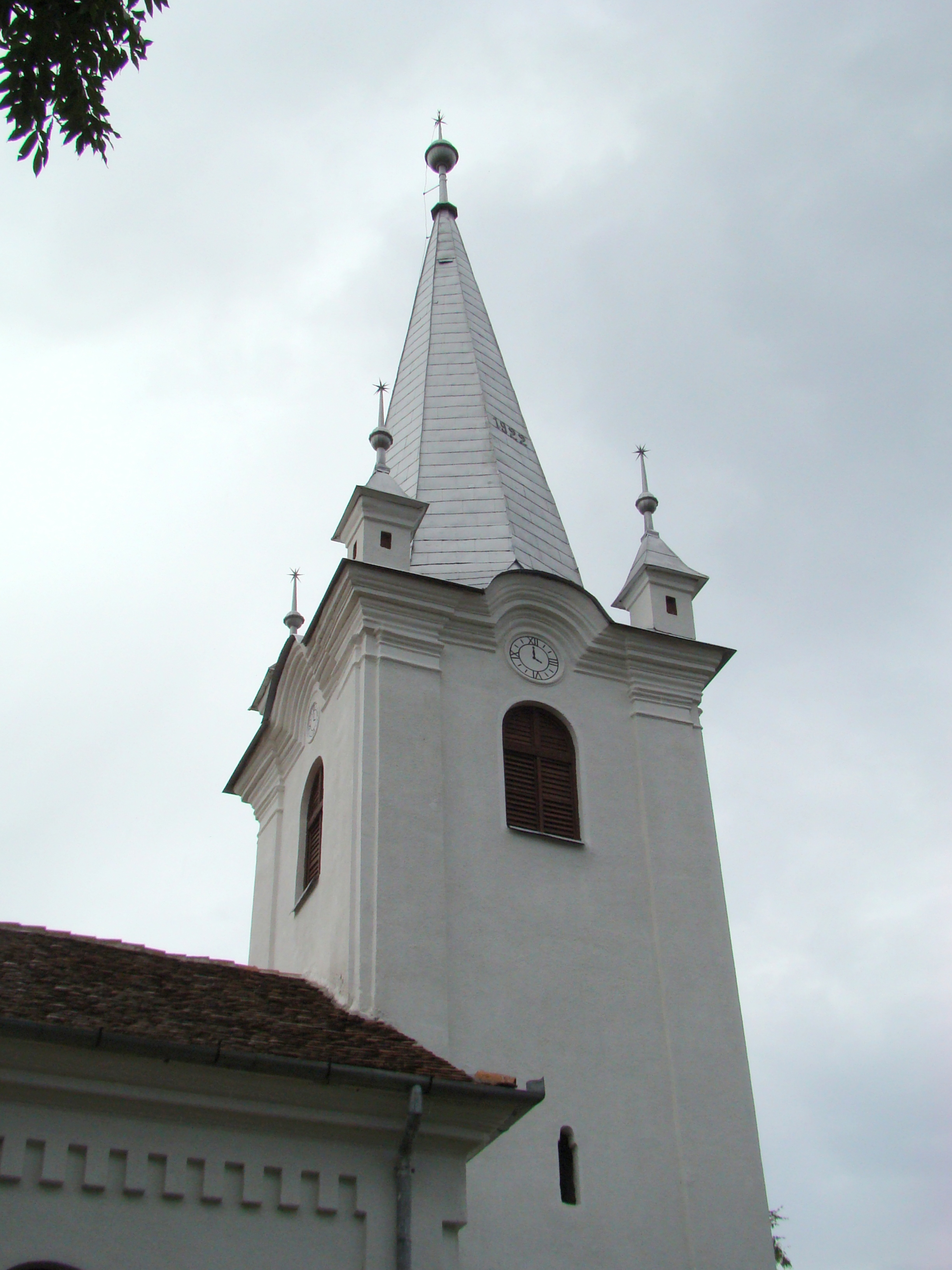
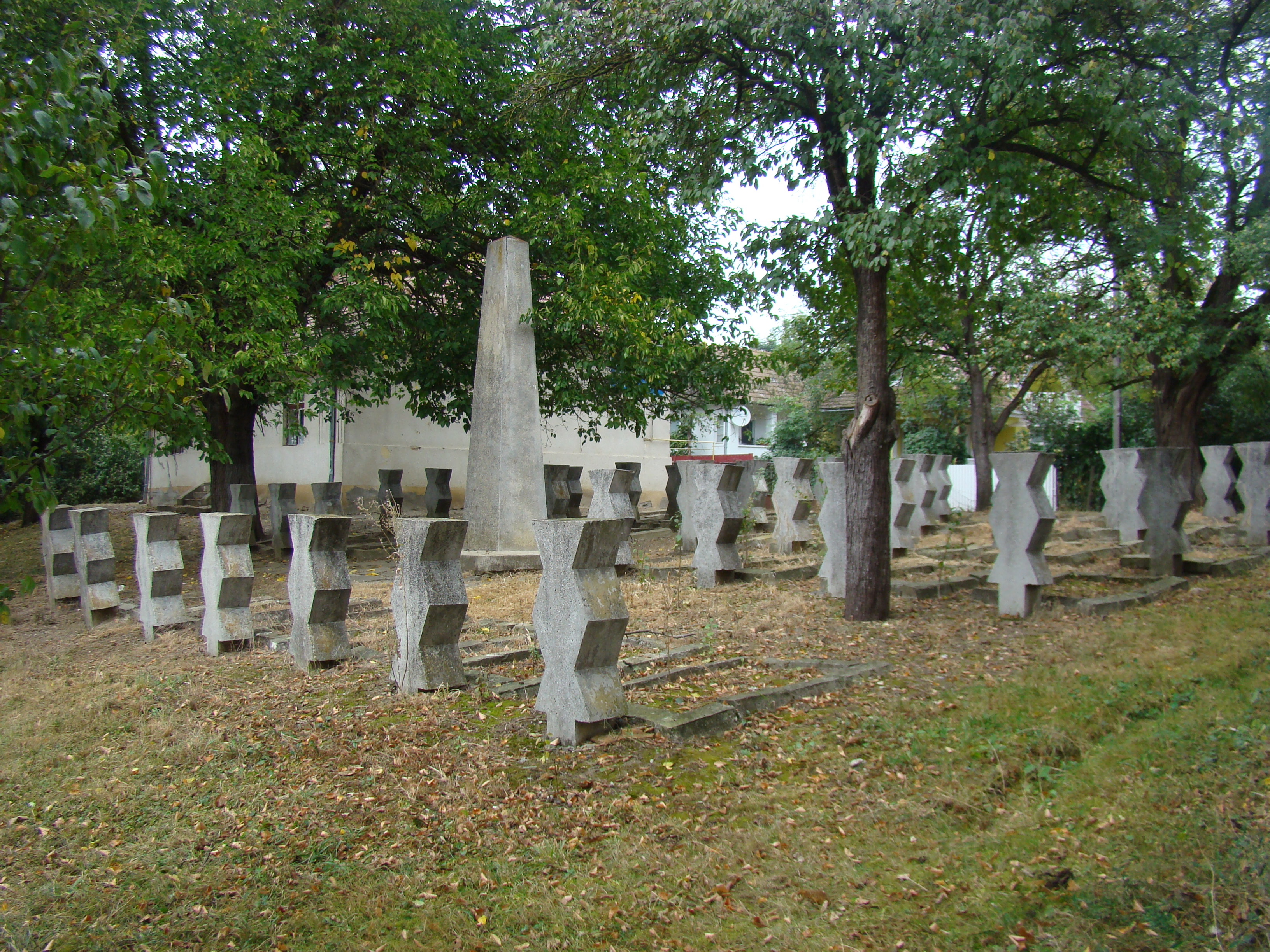
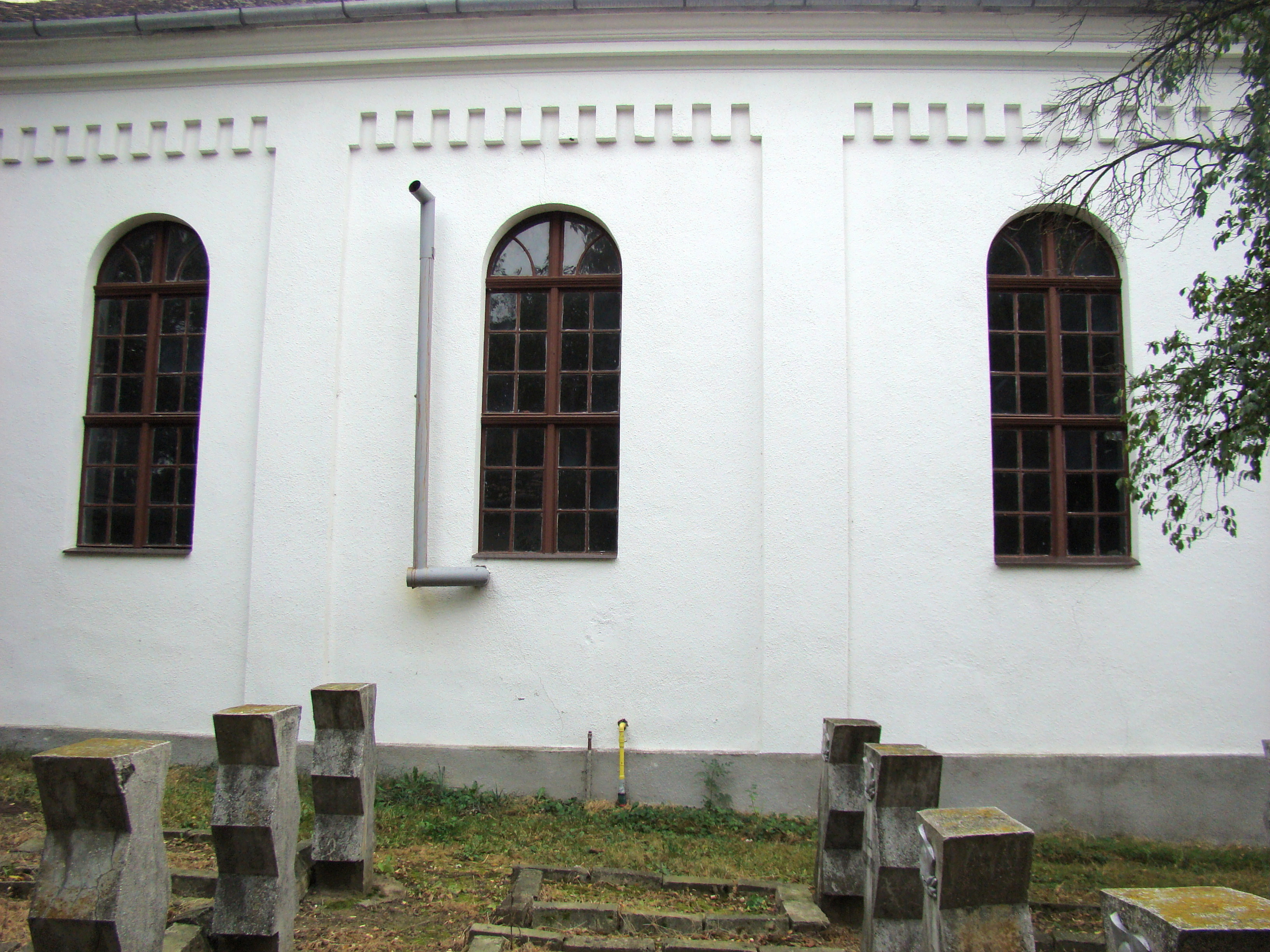
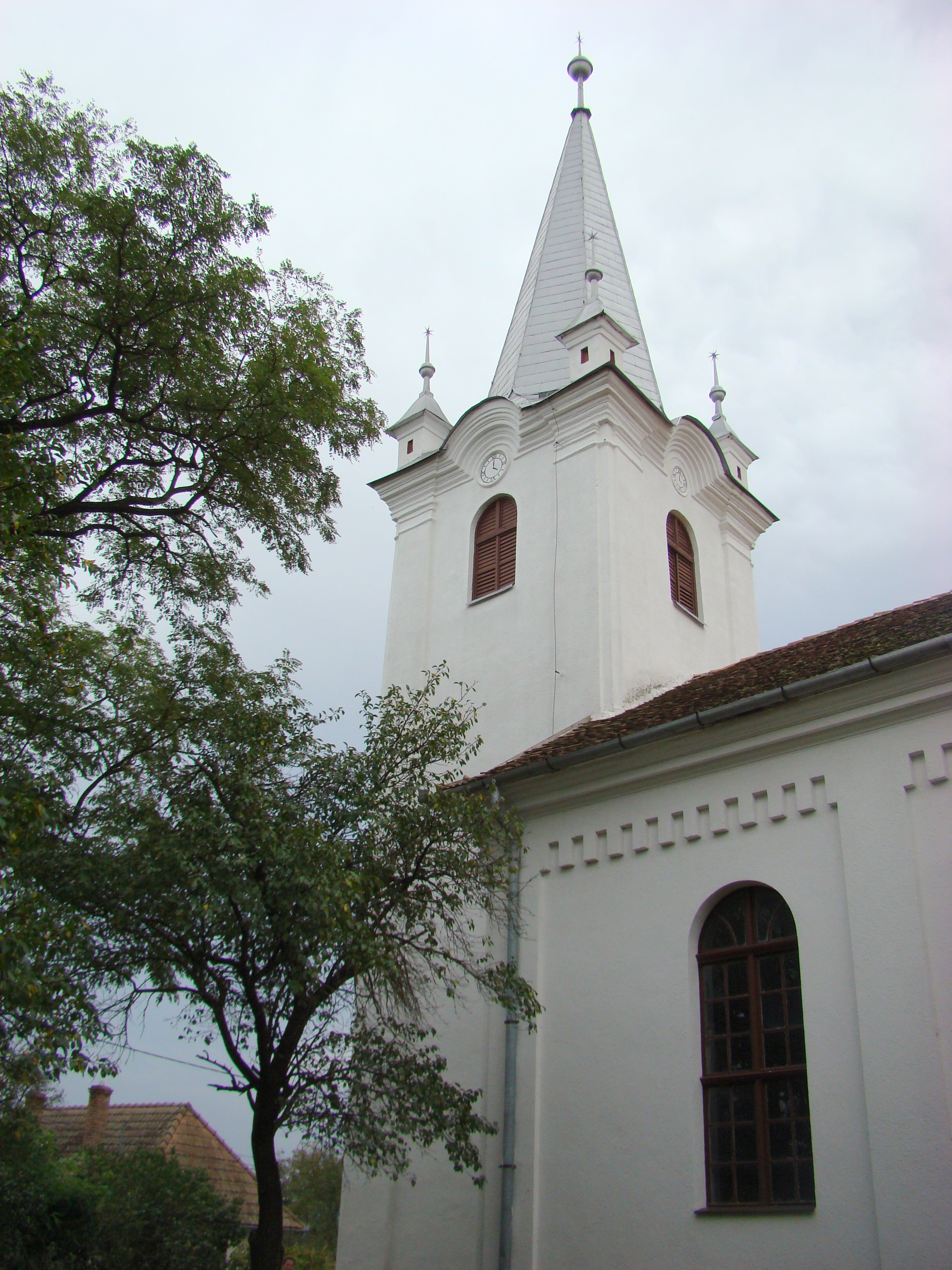
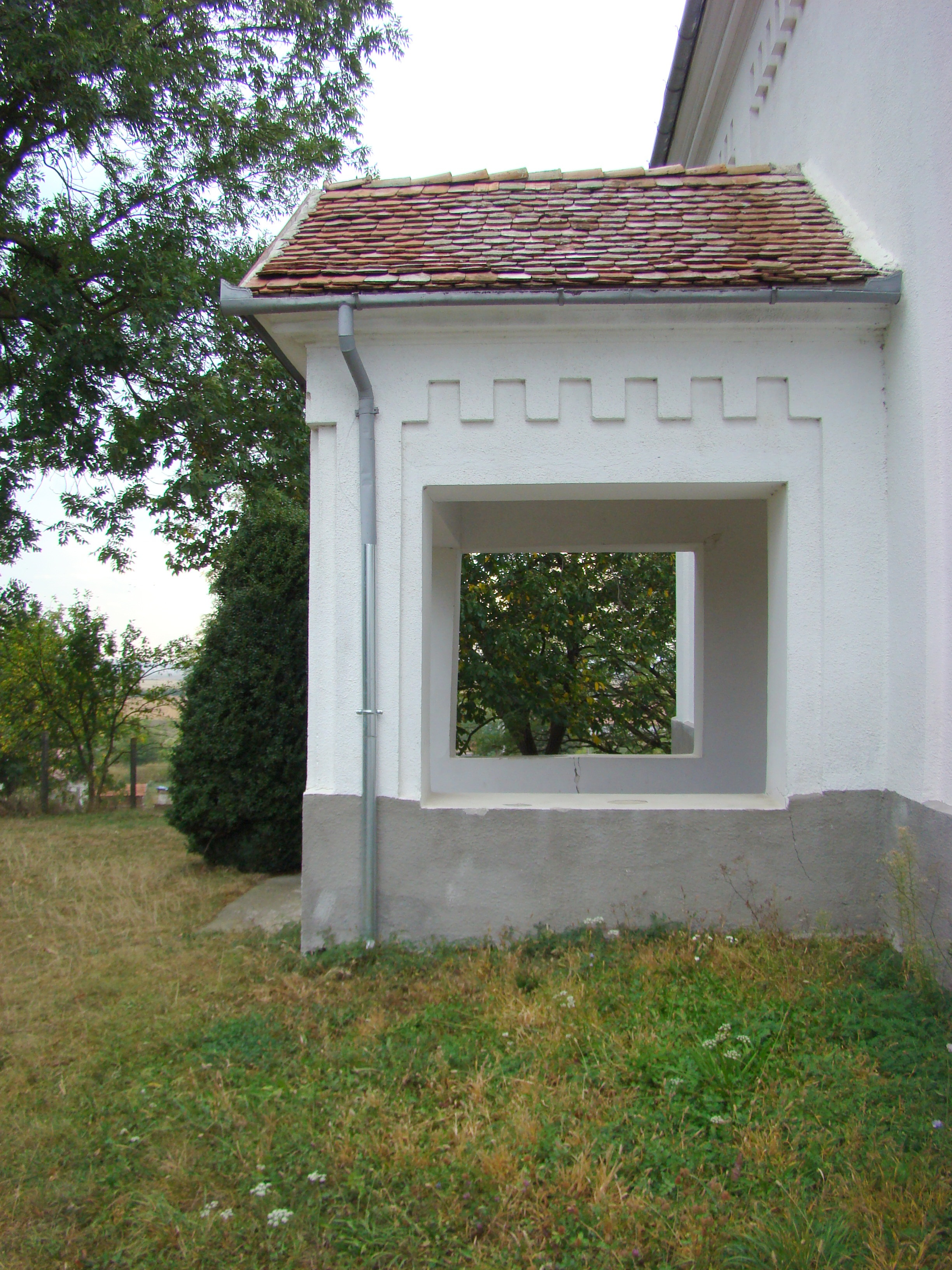
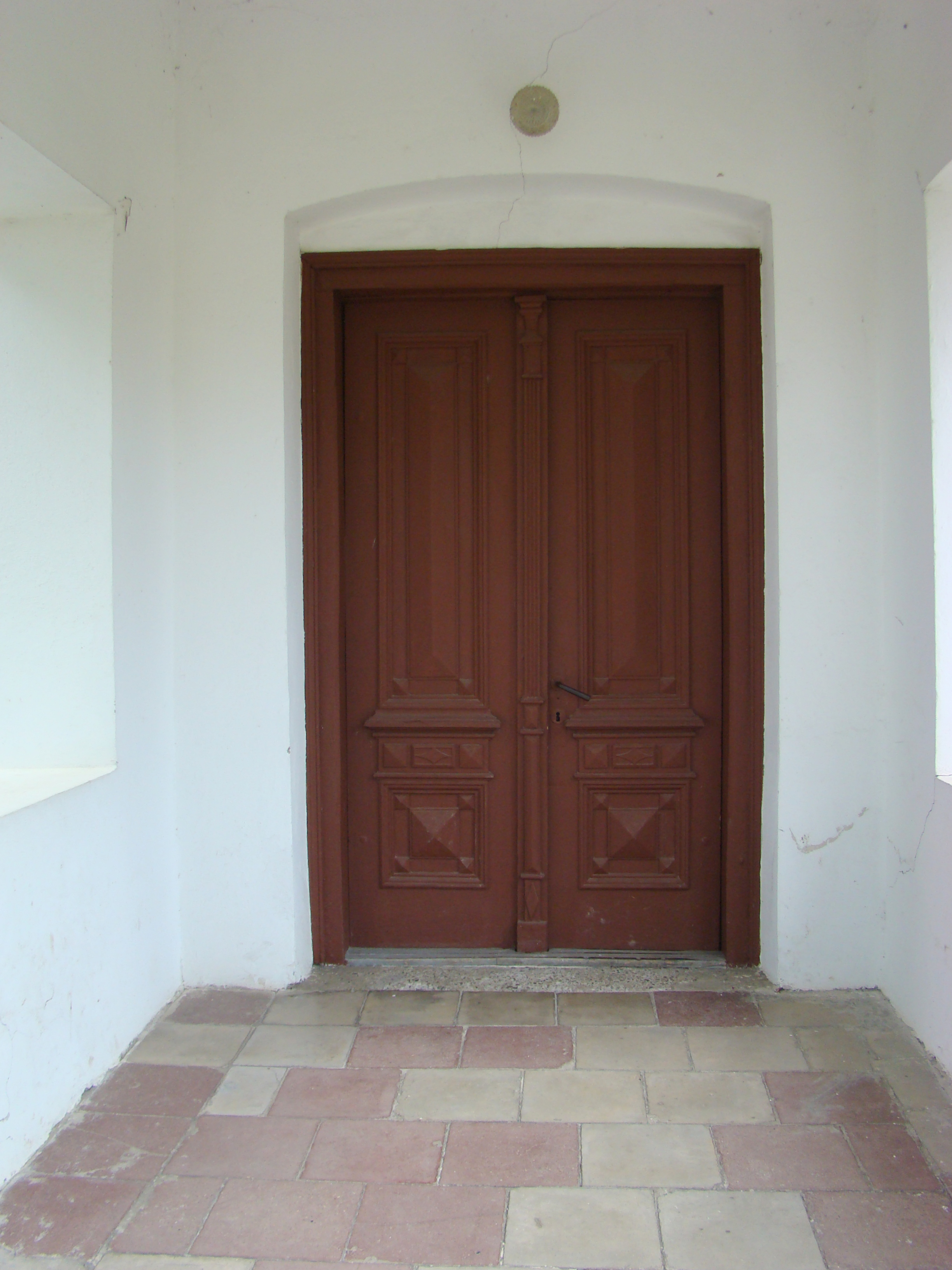
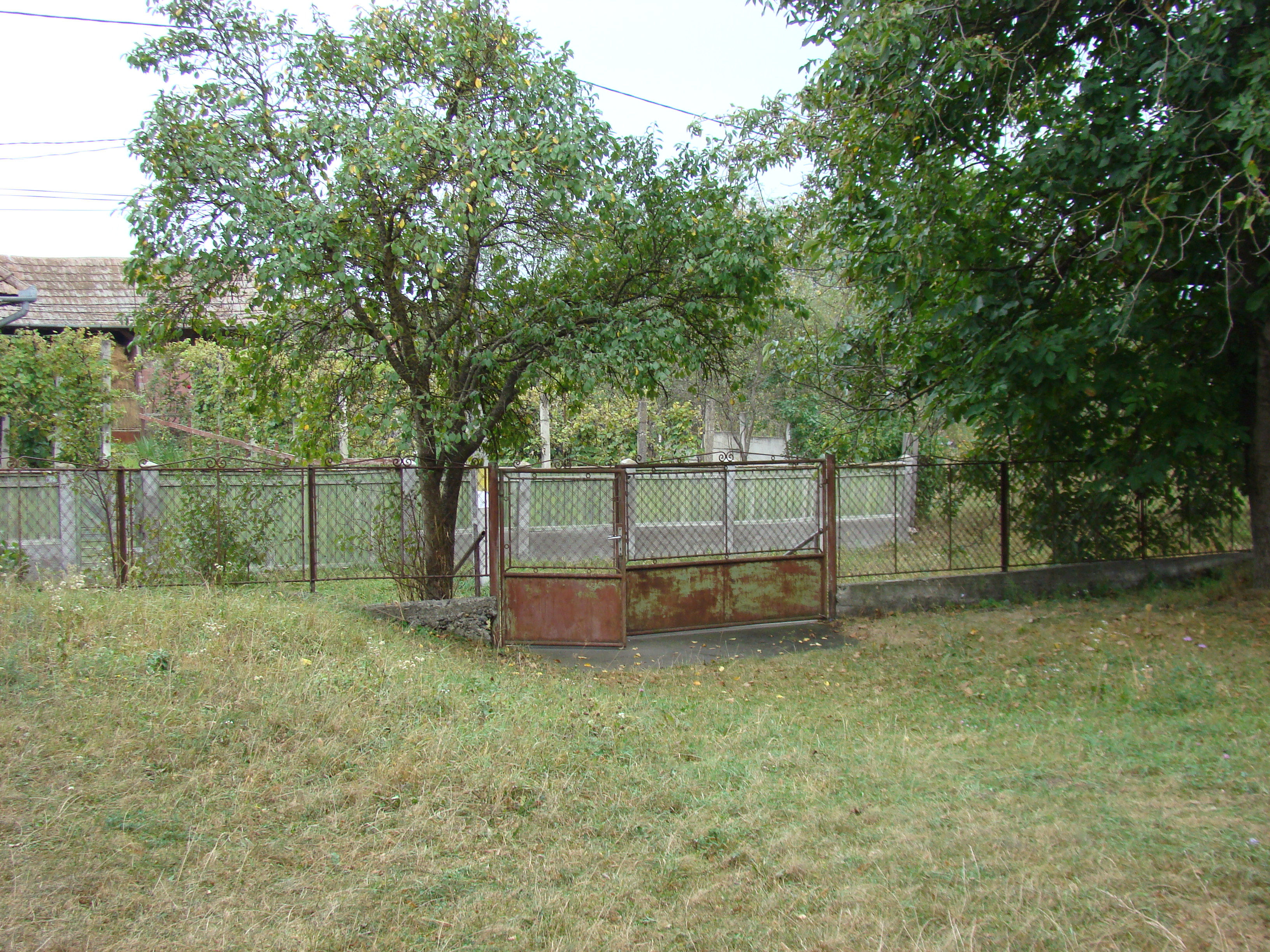
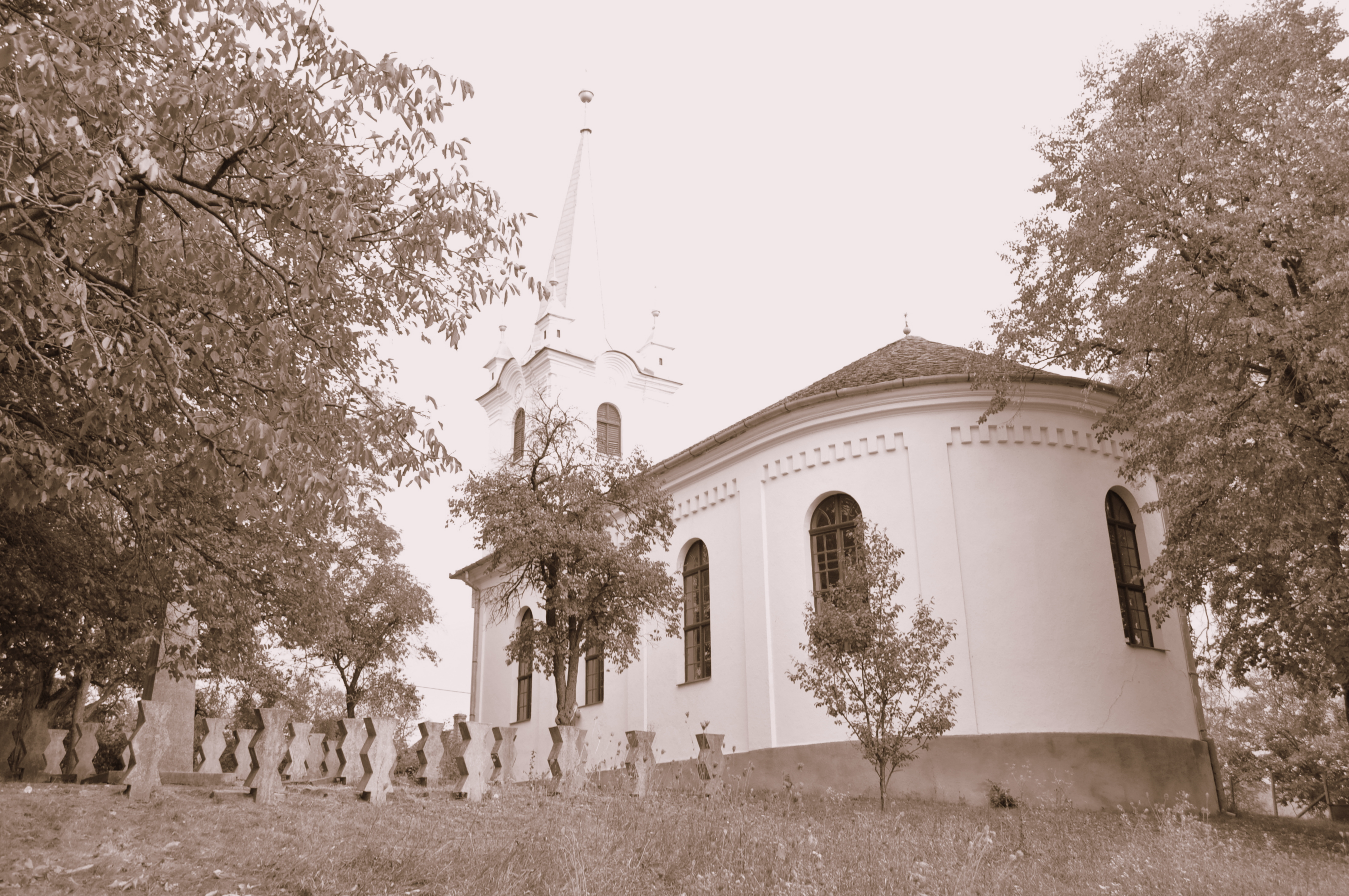
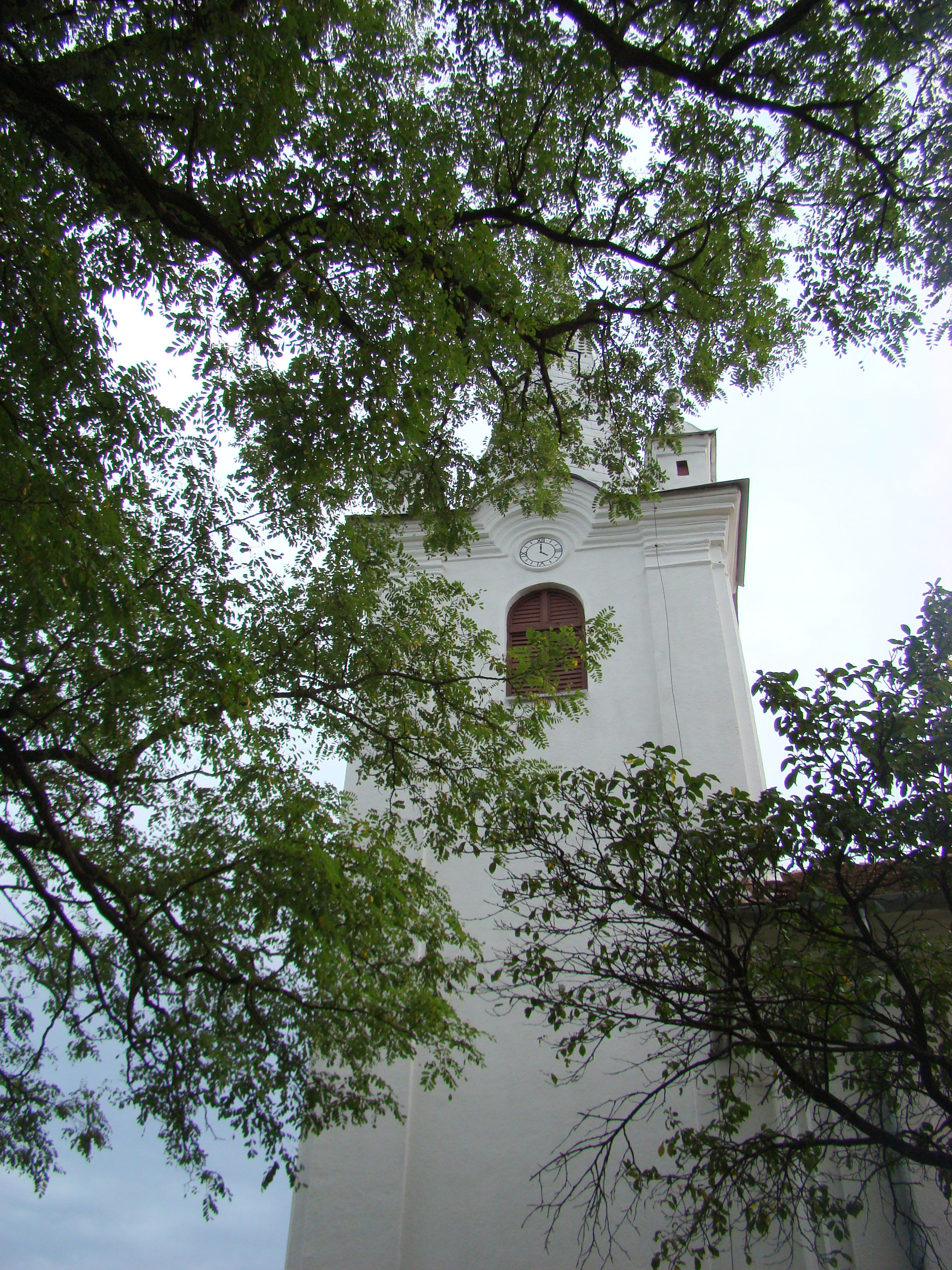
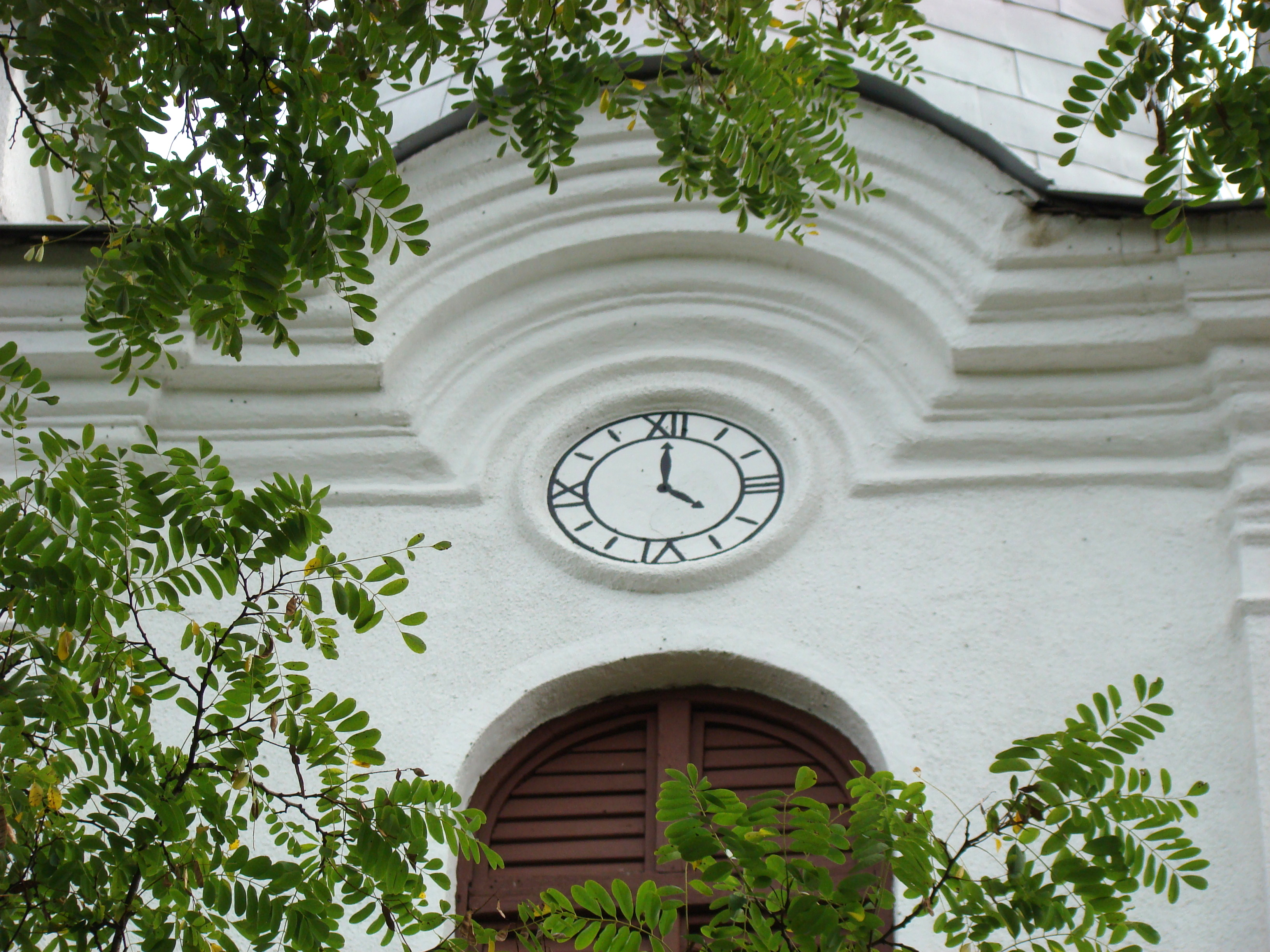
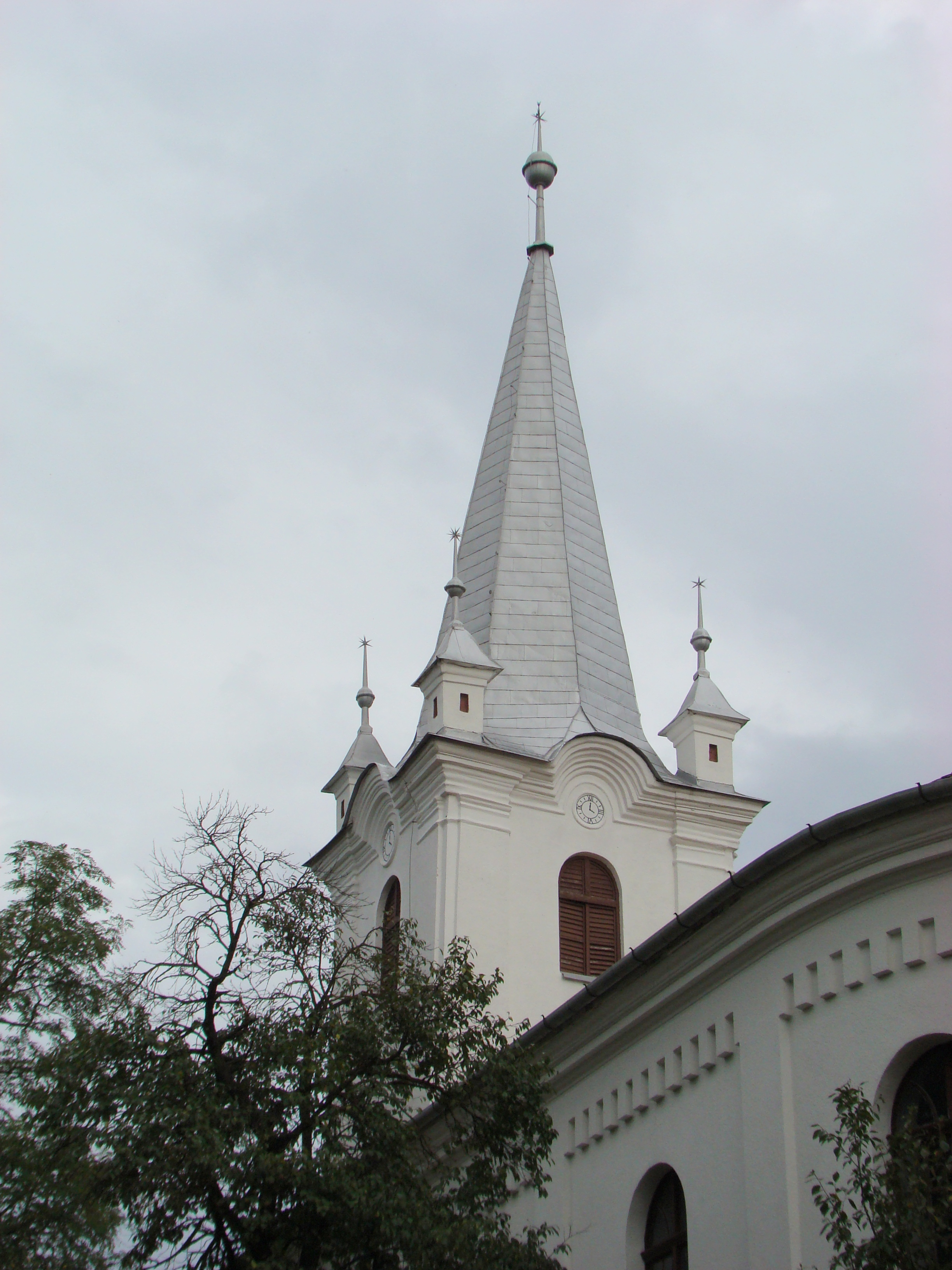
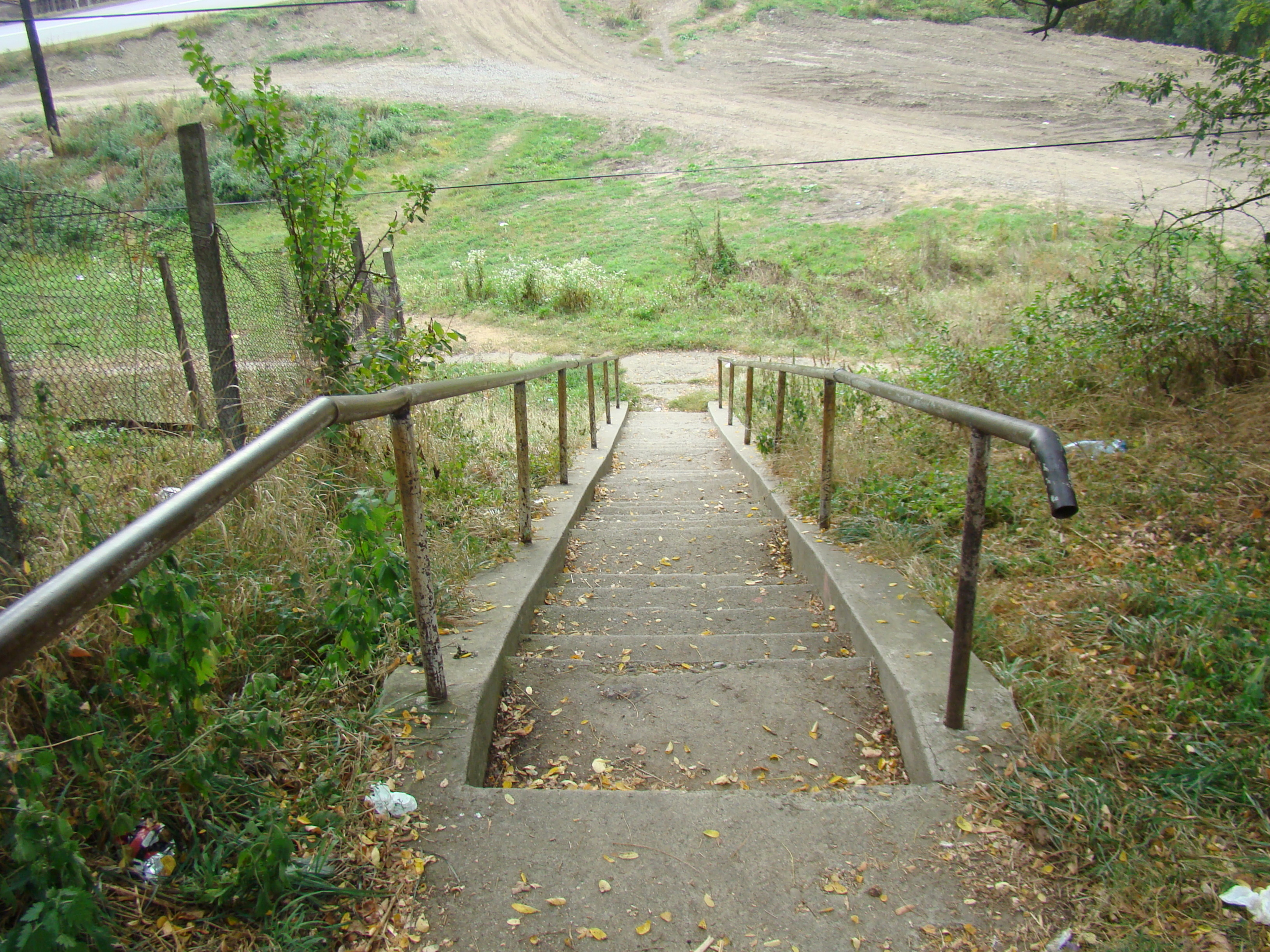
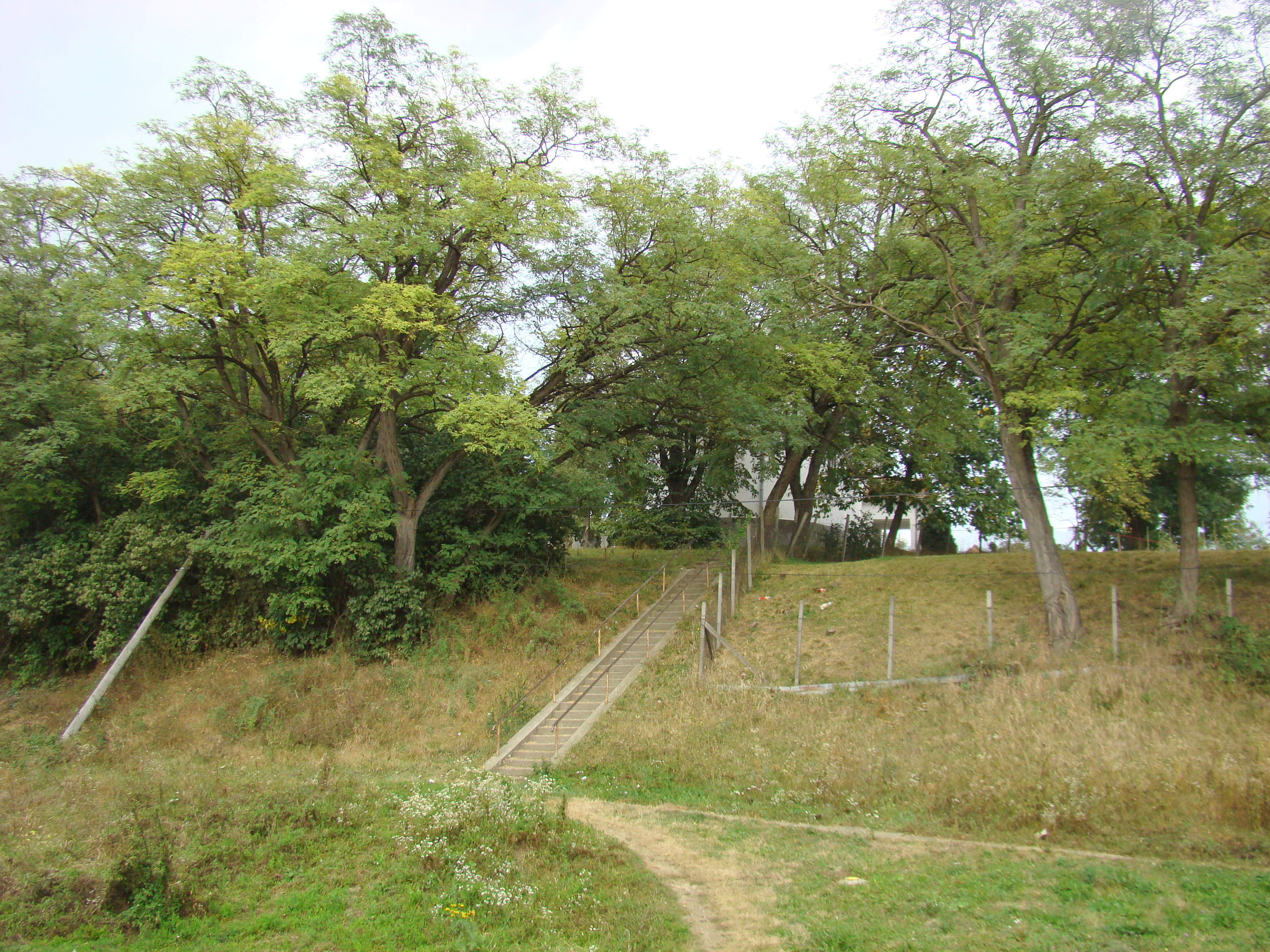

## Imagini din interior

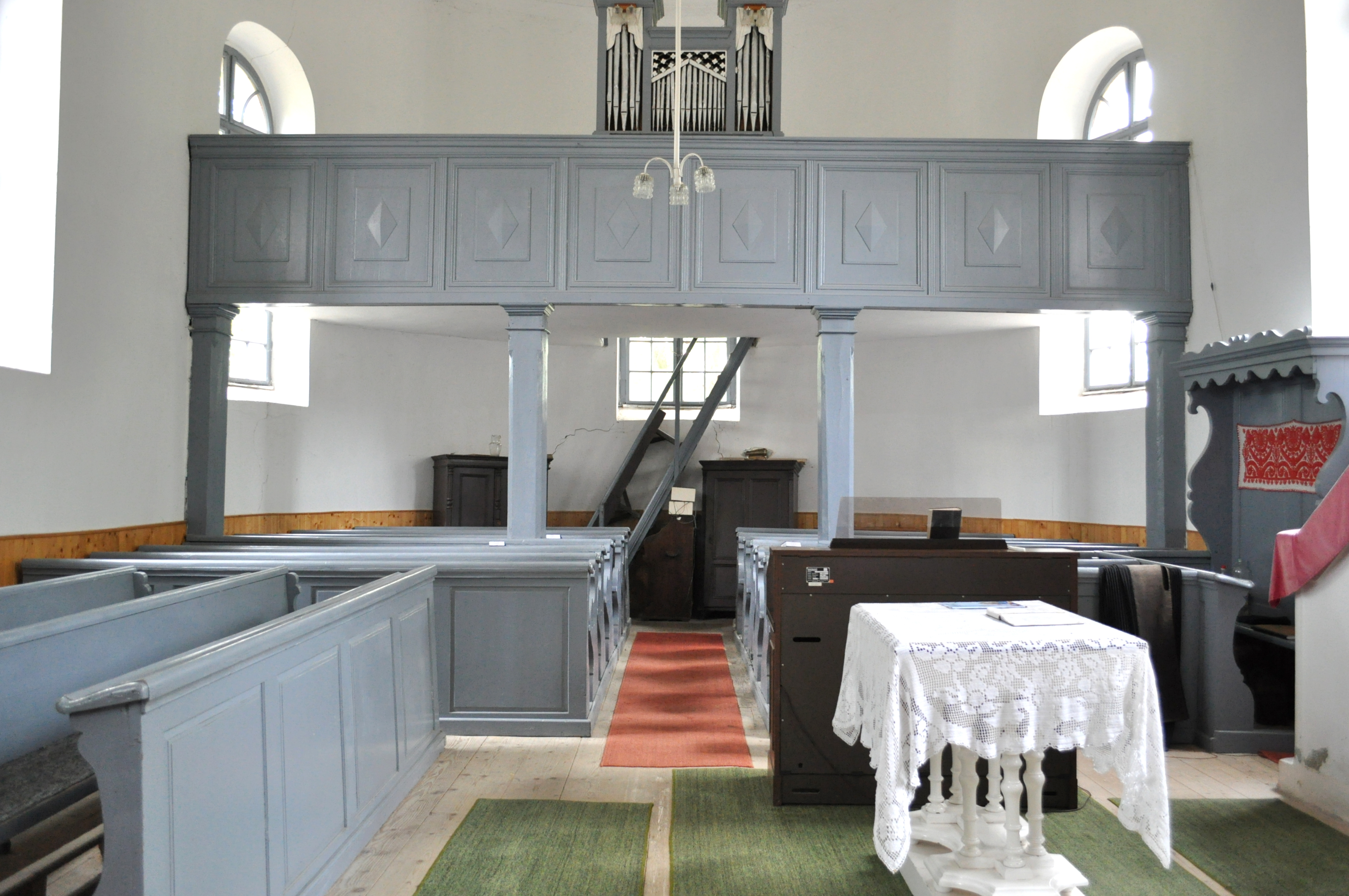
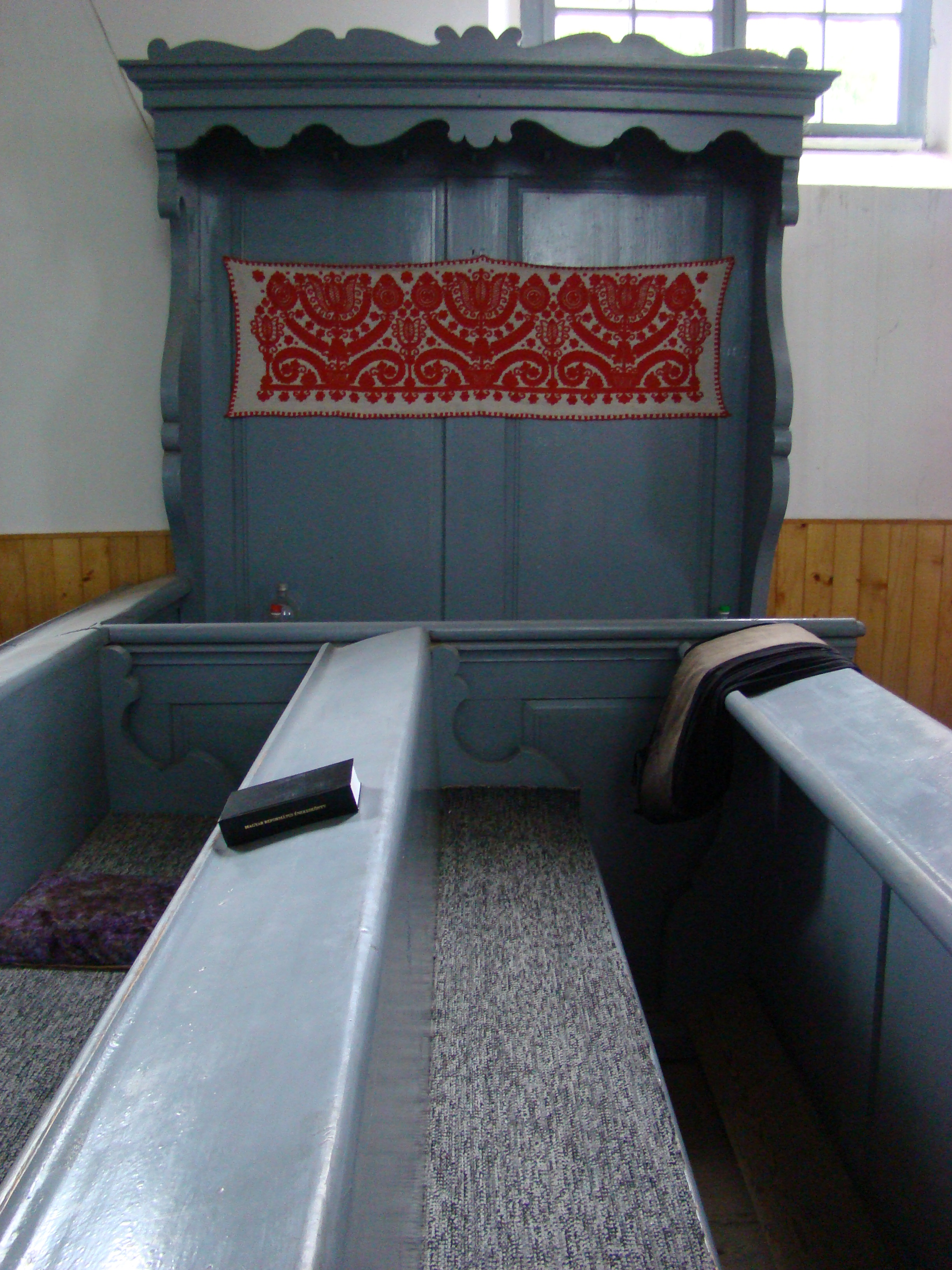
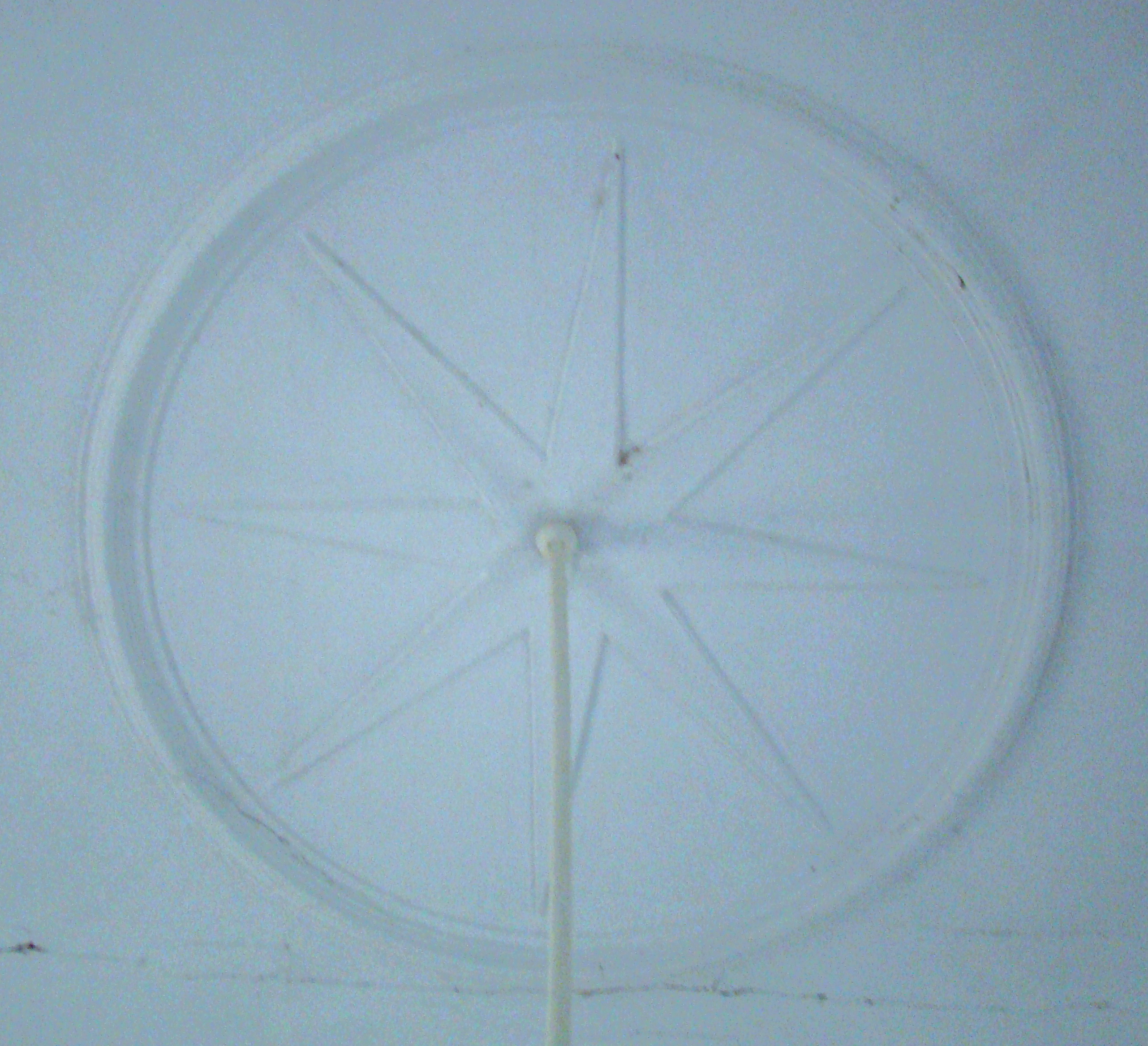
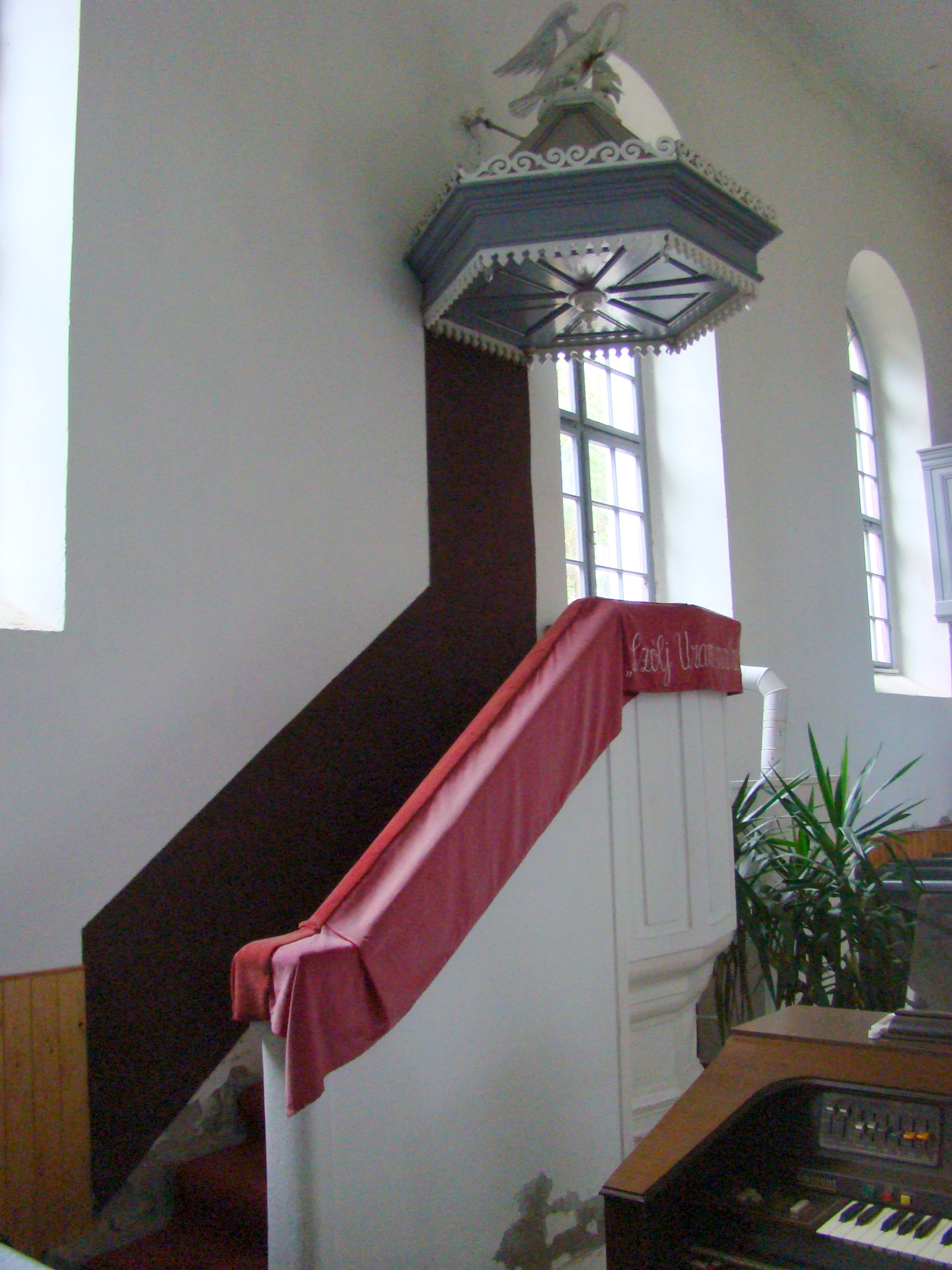
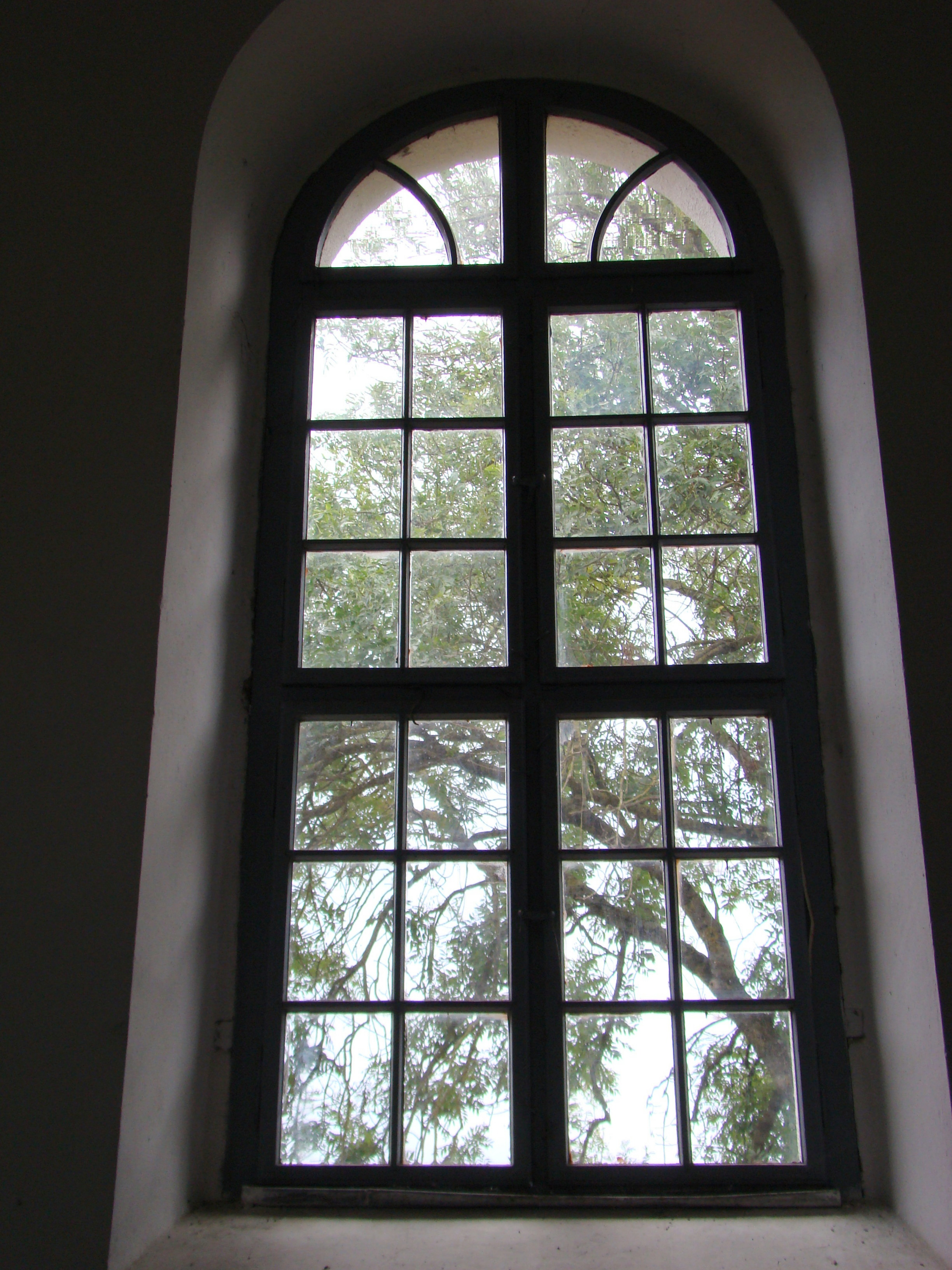
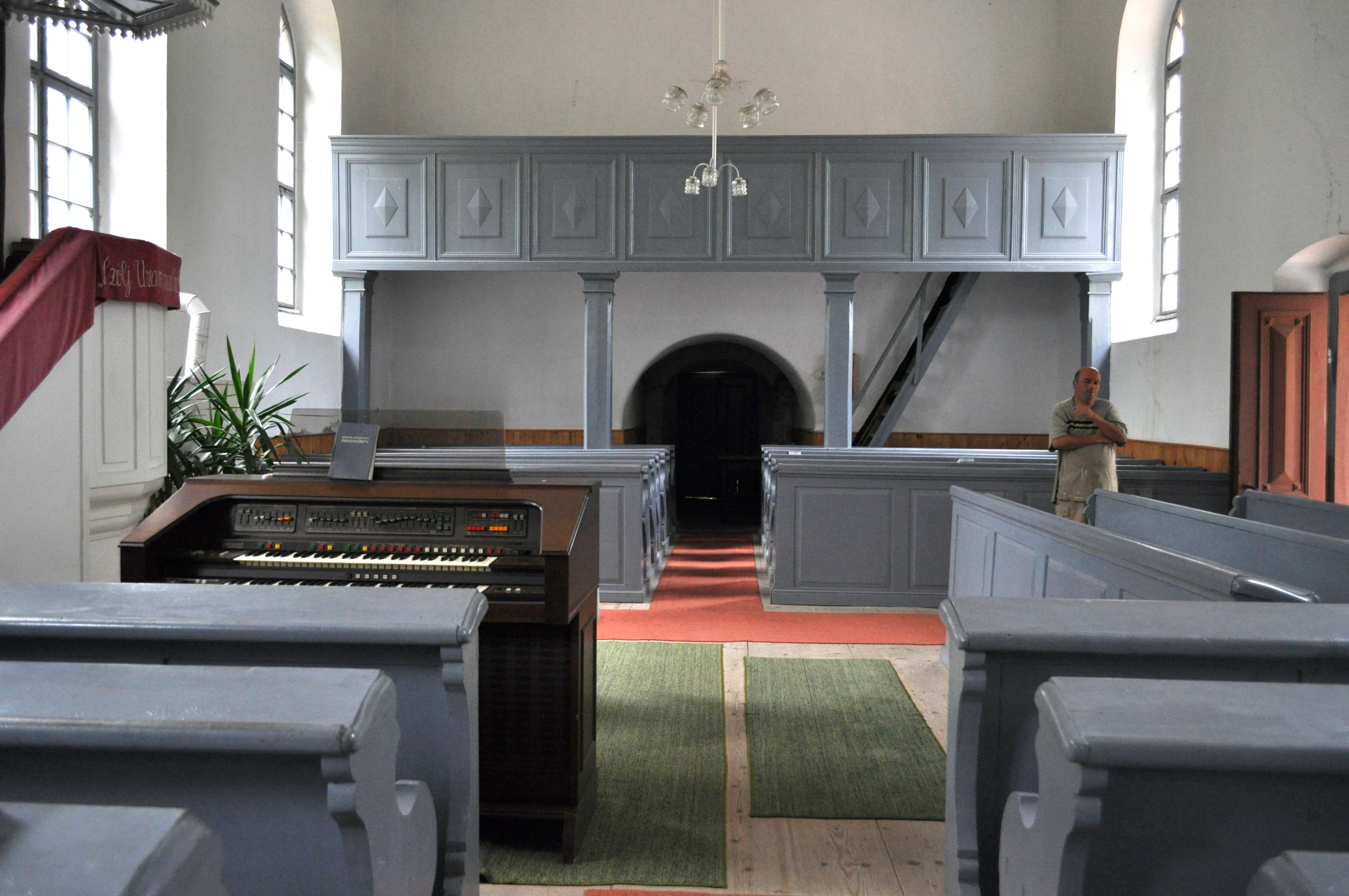
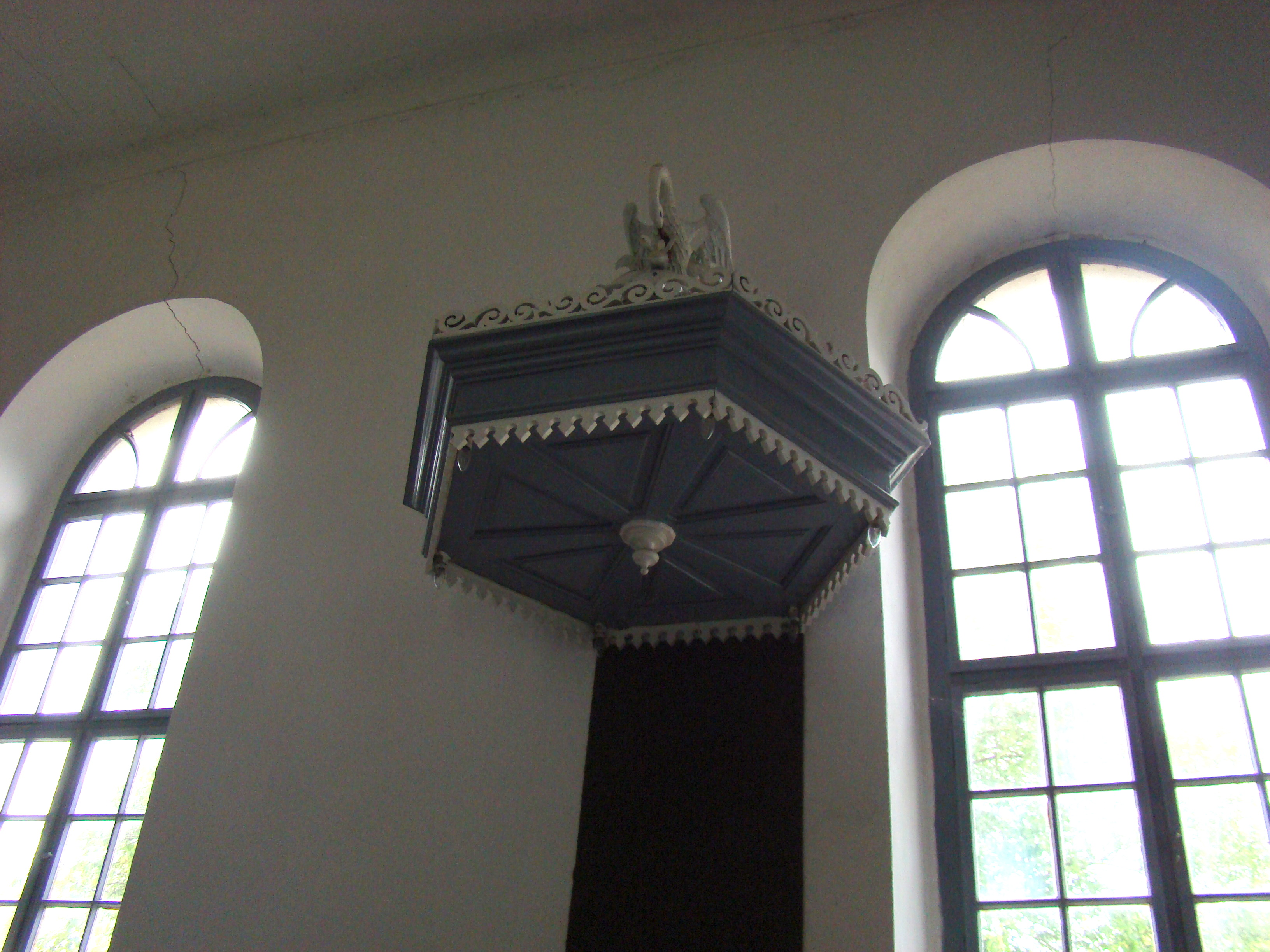
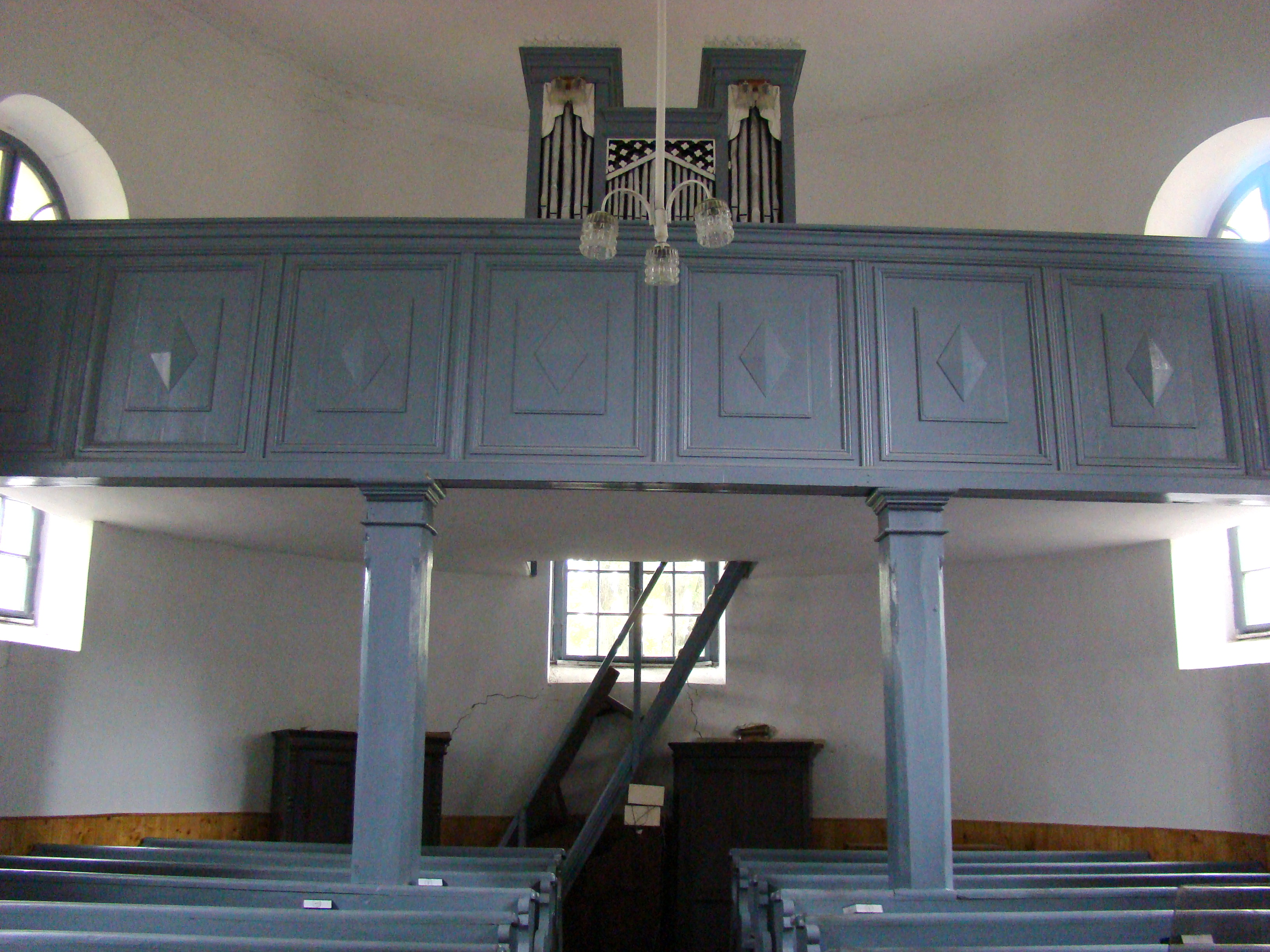
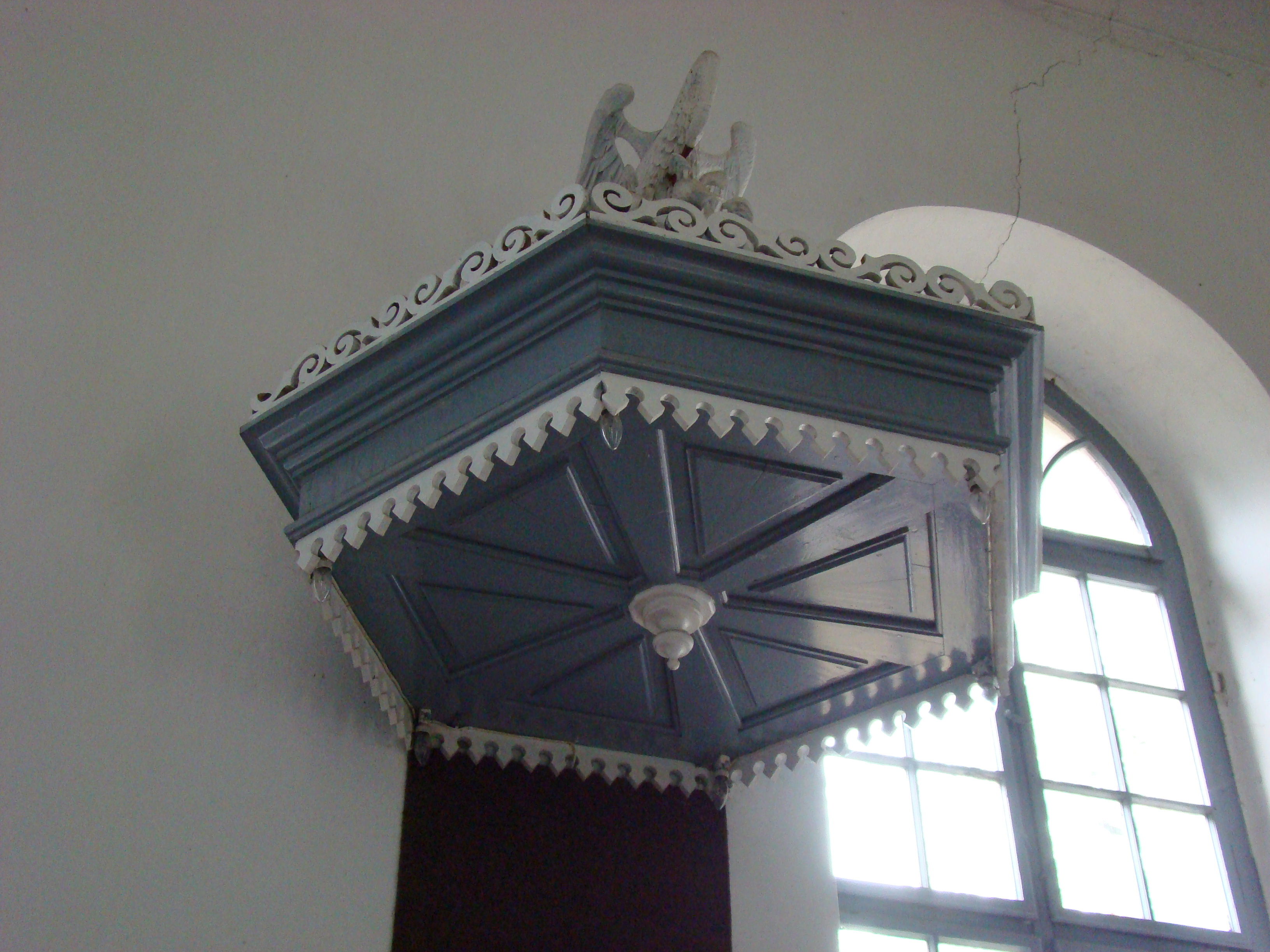
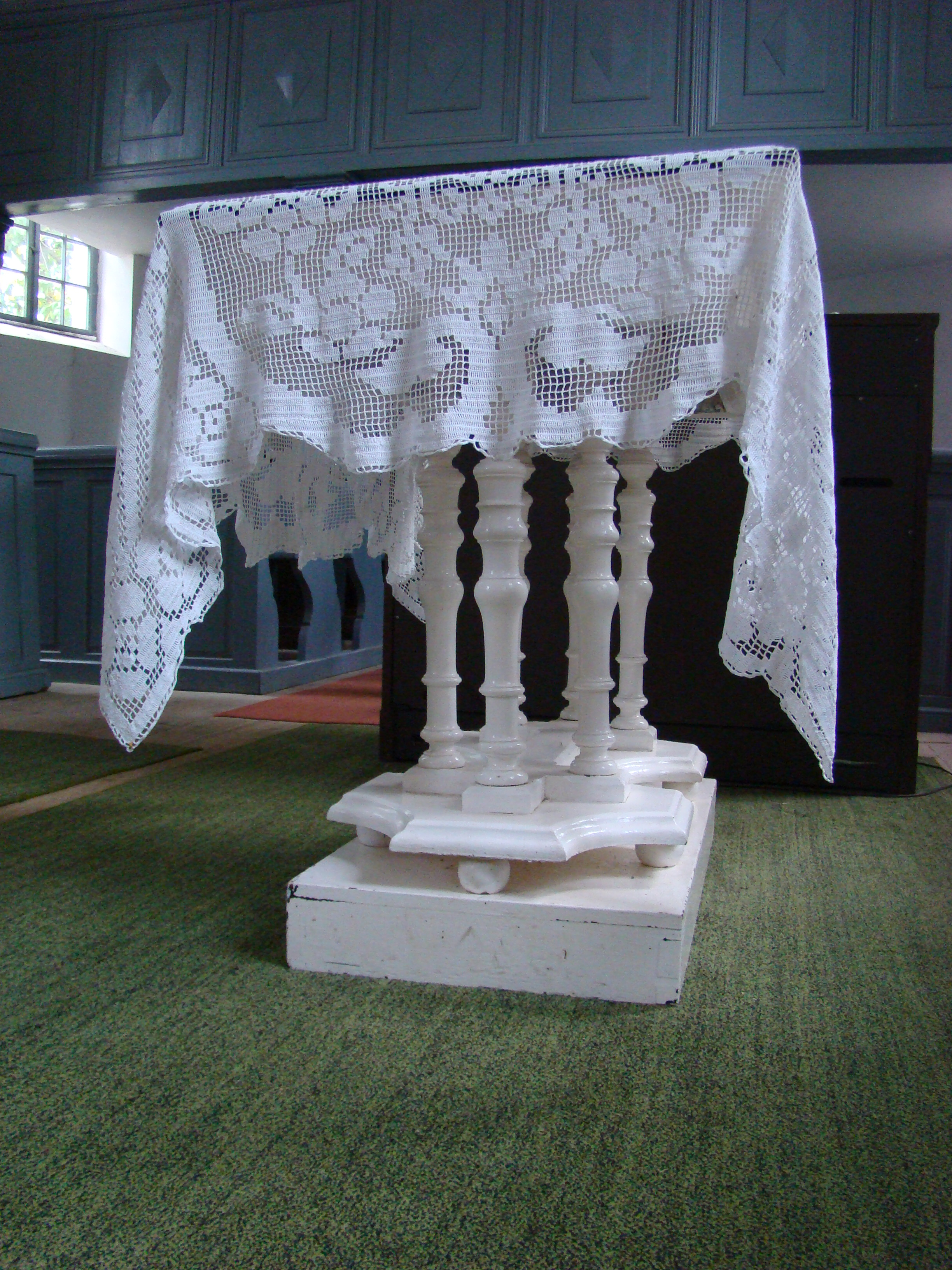
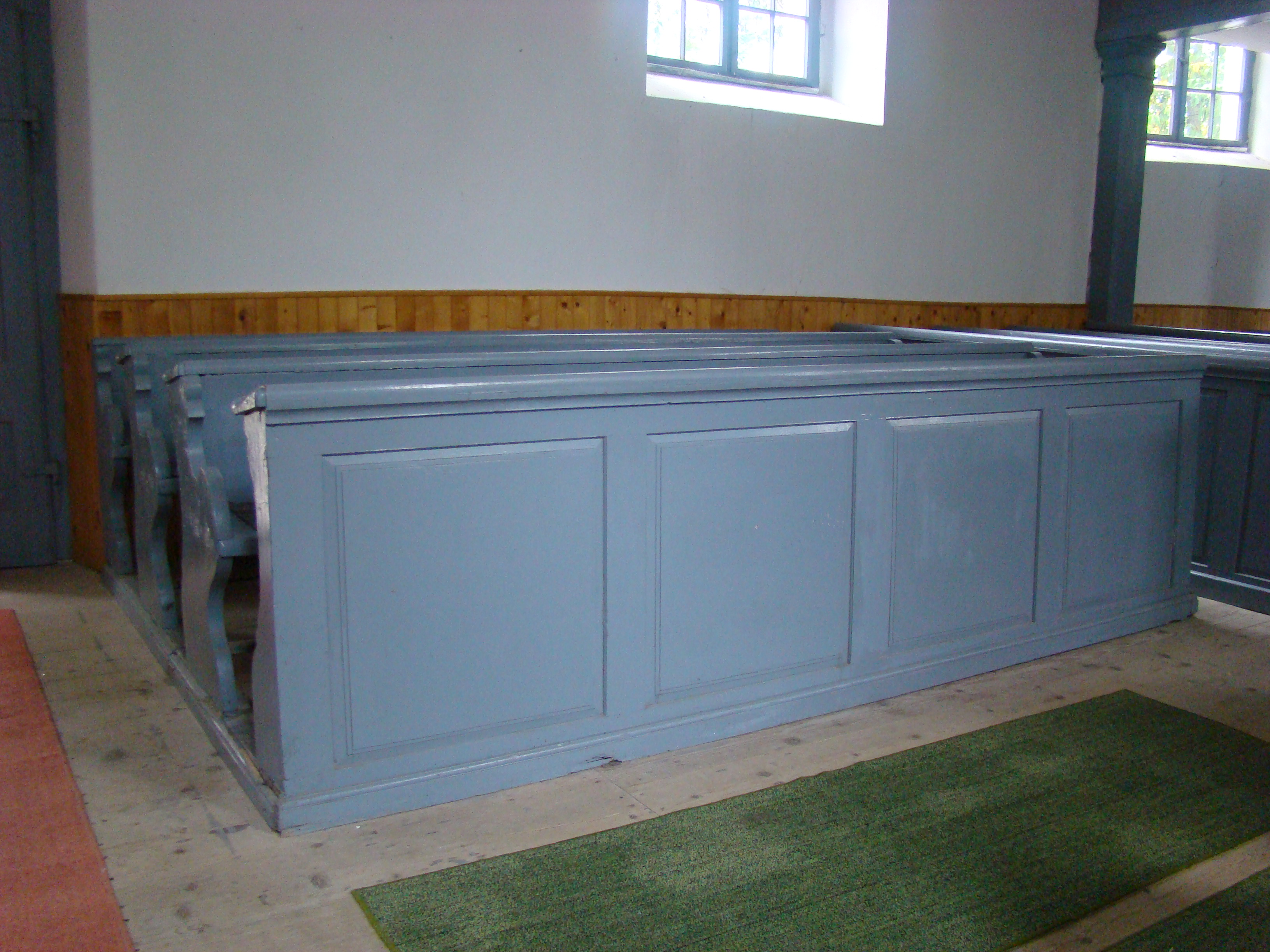
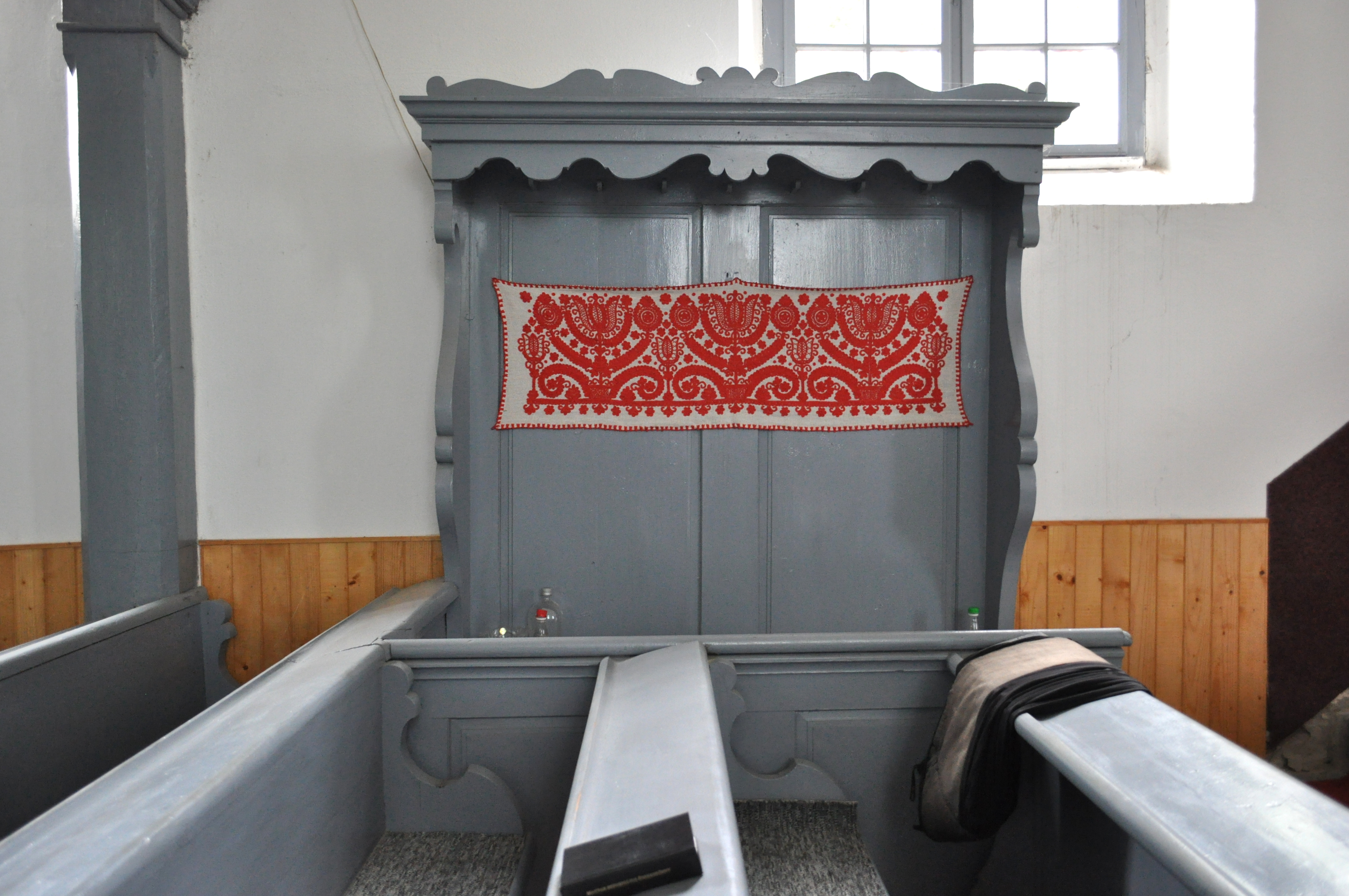
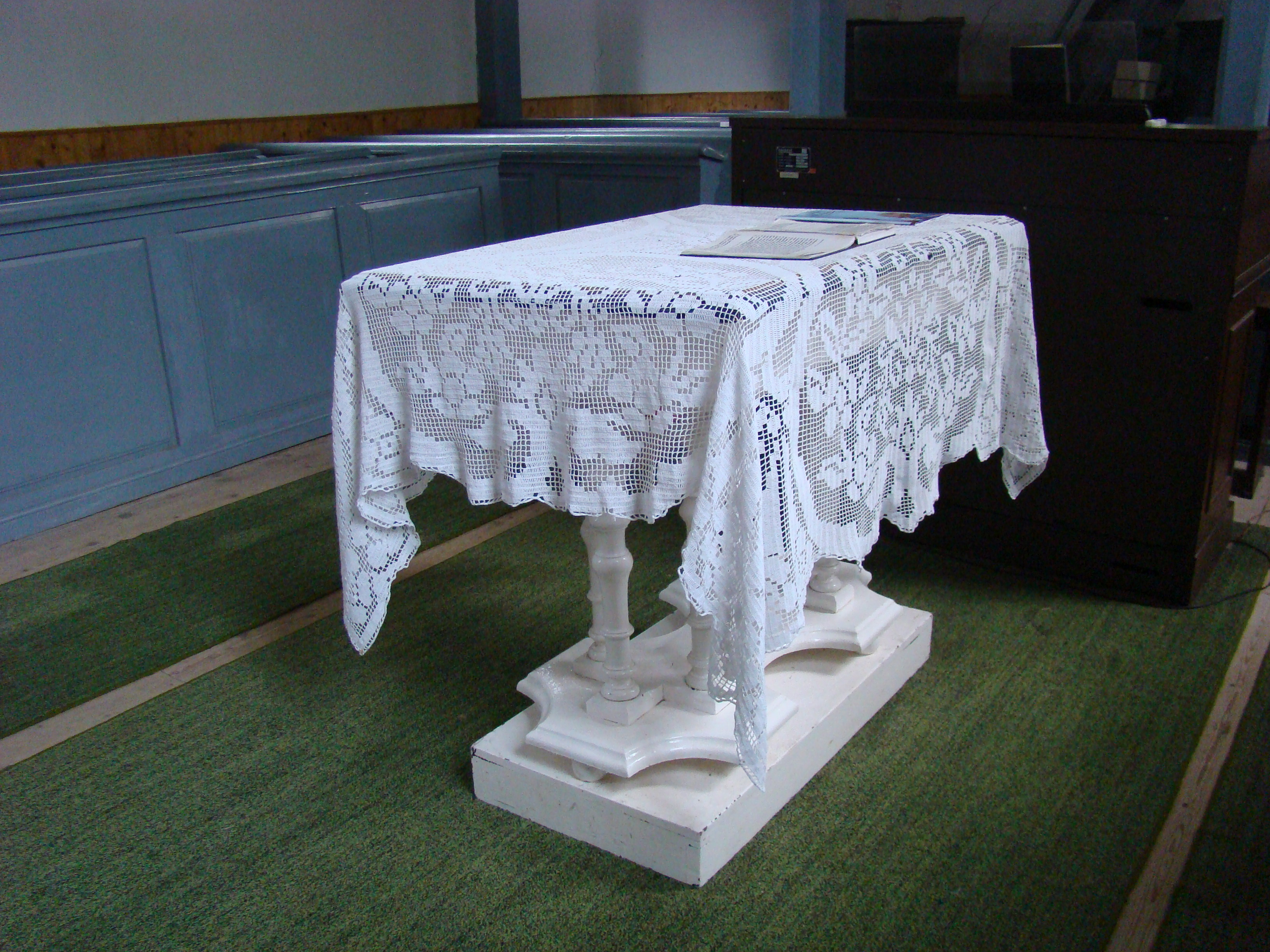
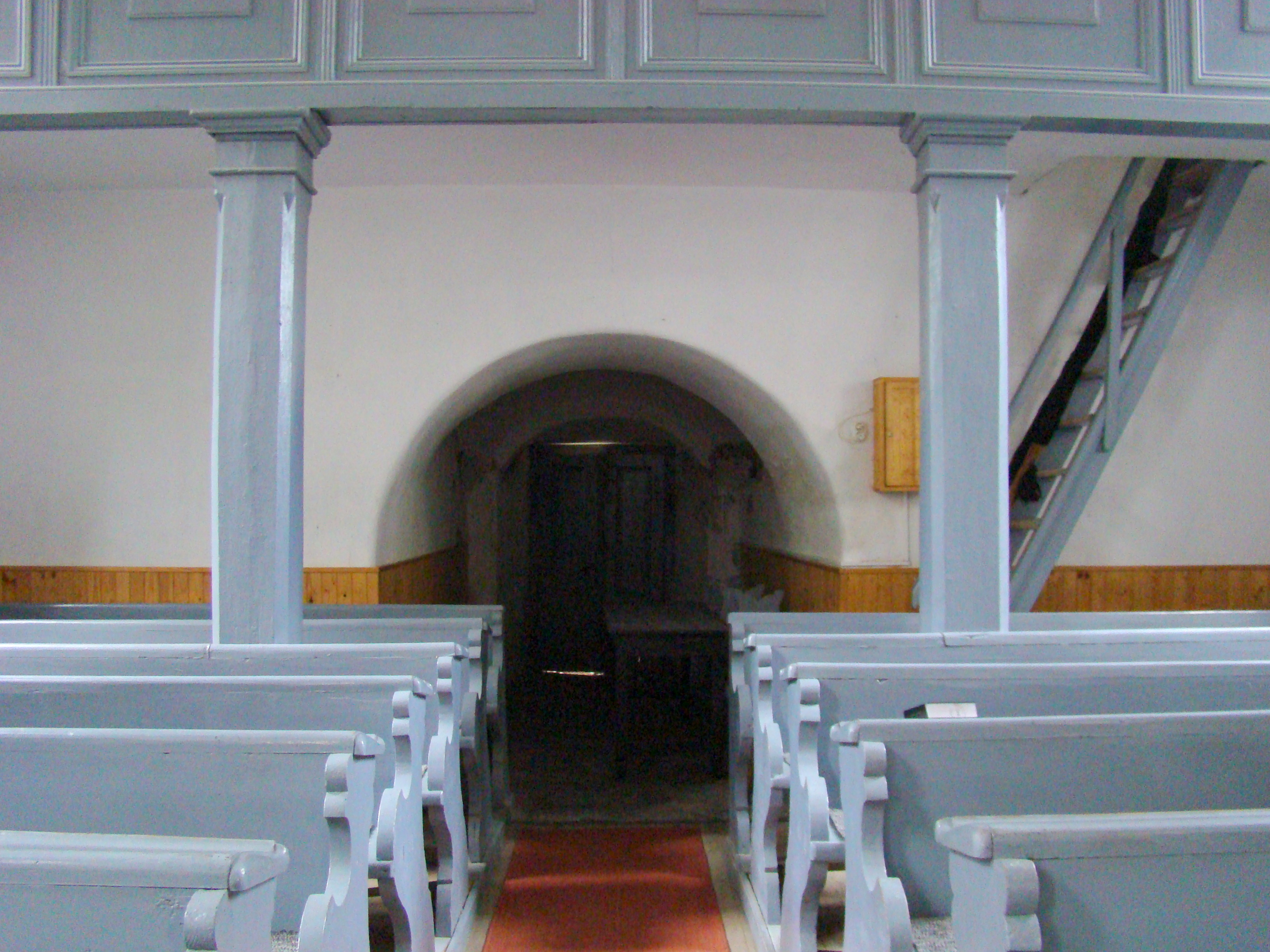
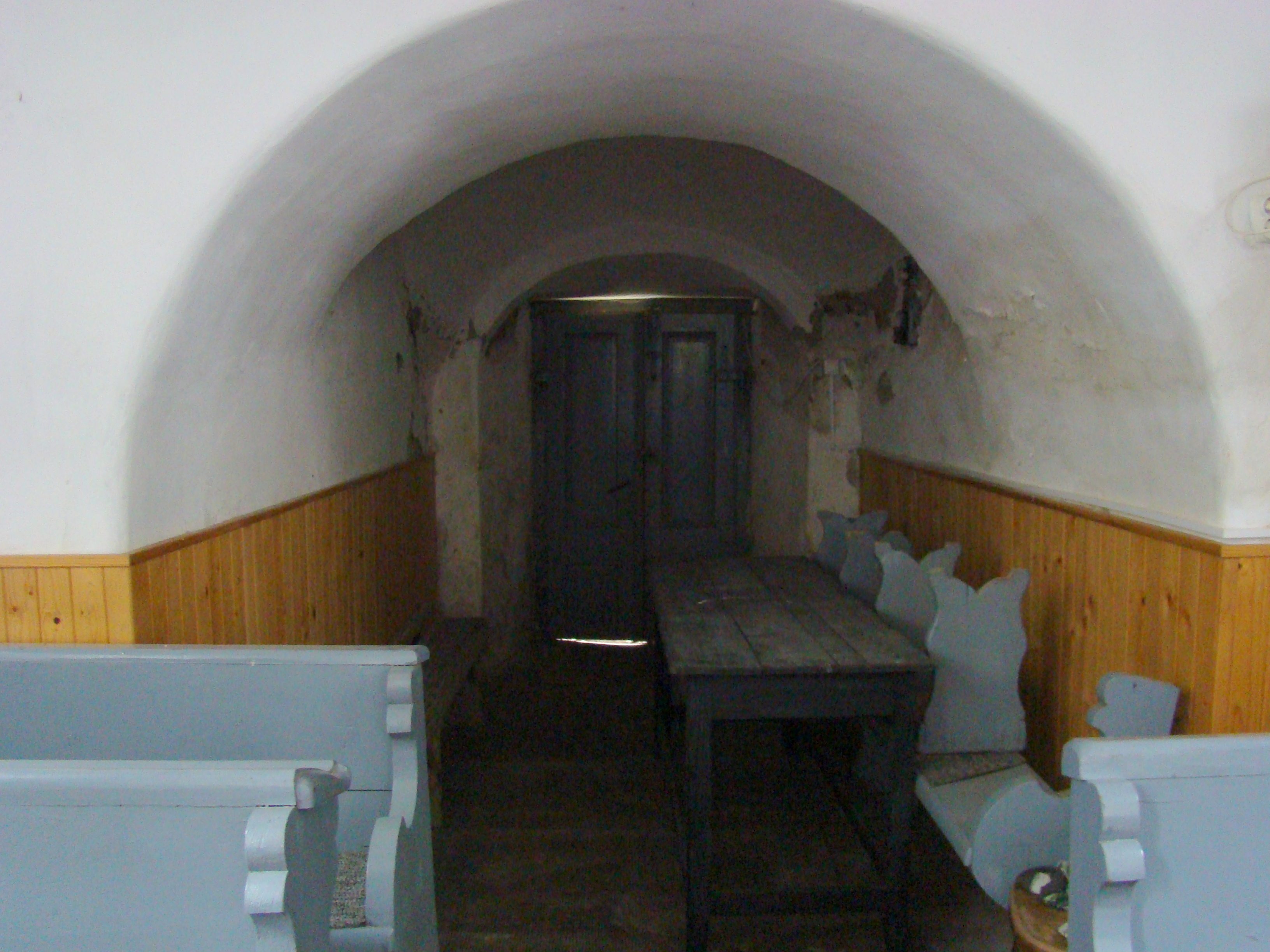
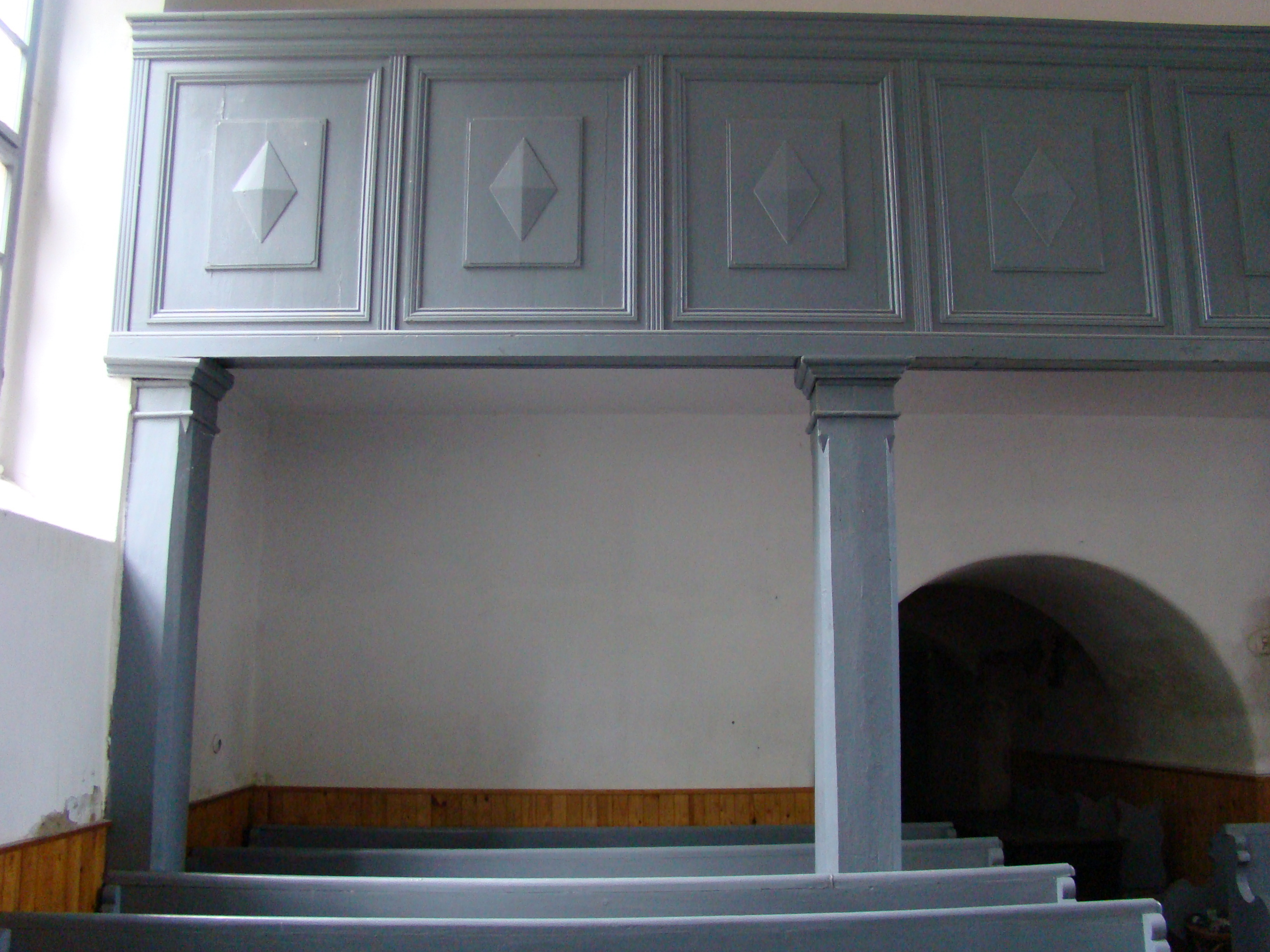
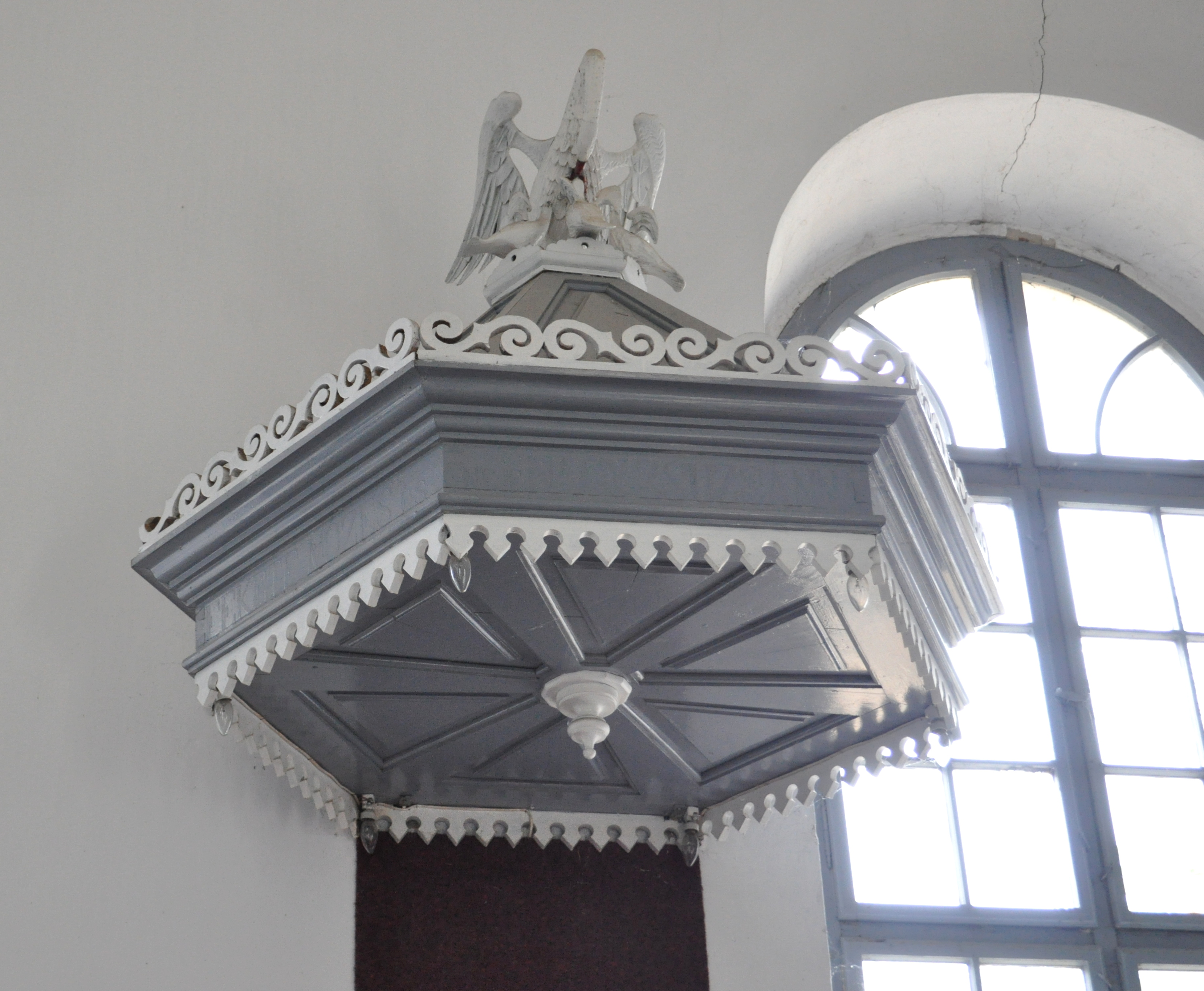
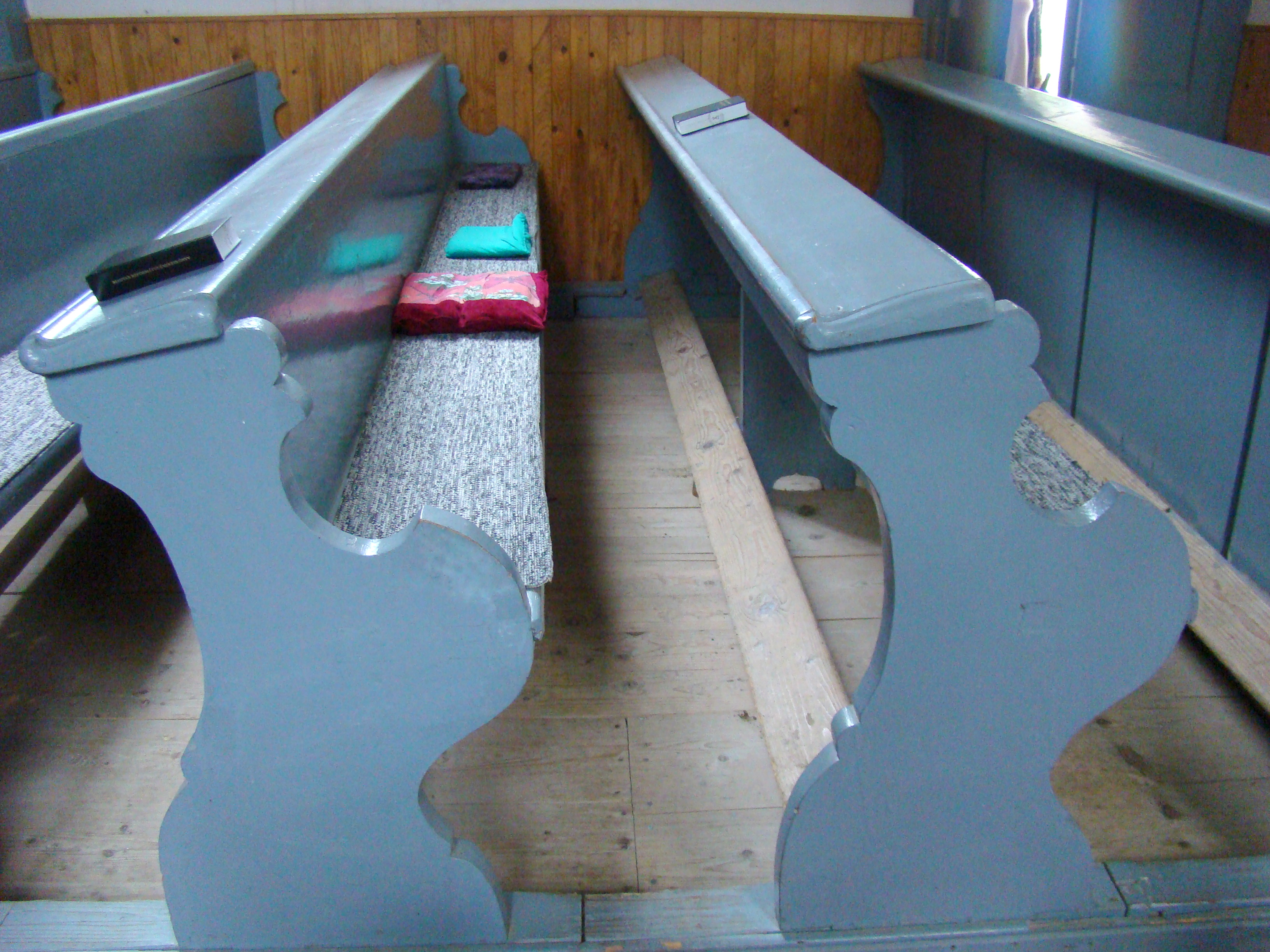
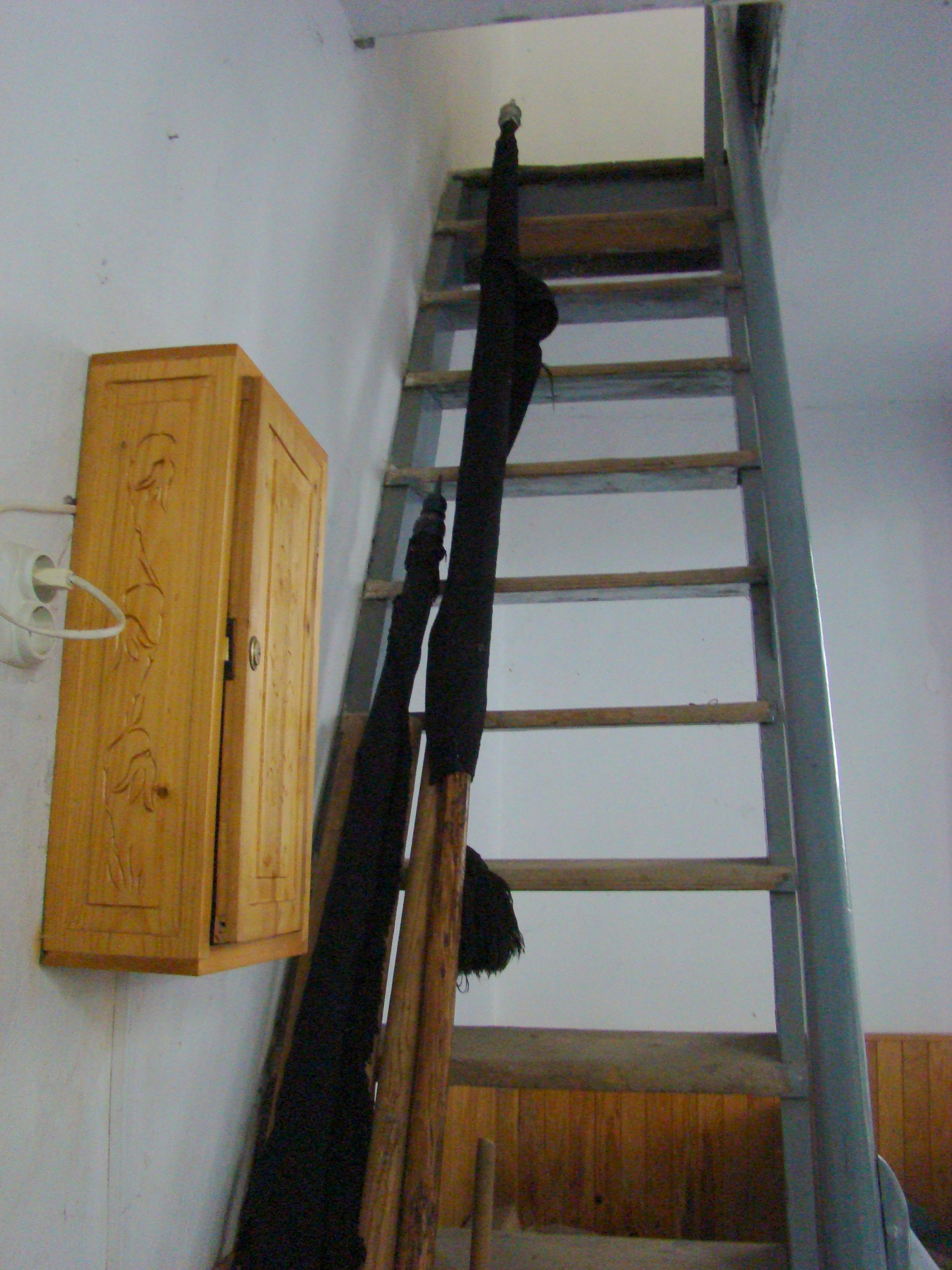
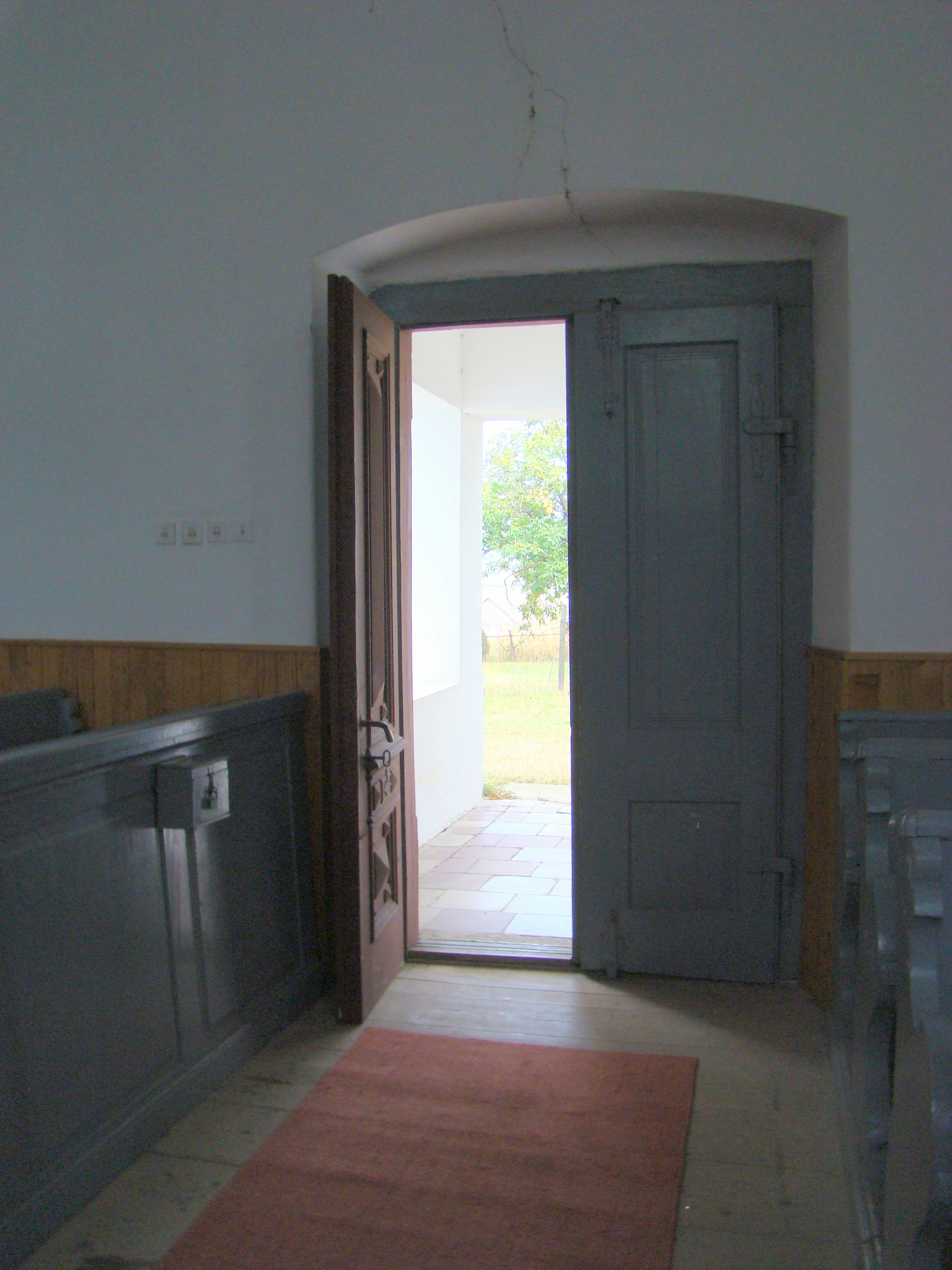

## Cimitirul Eroilor Români din Al Doilea Război Mondial

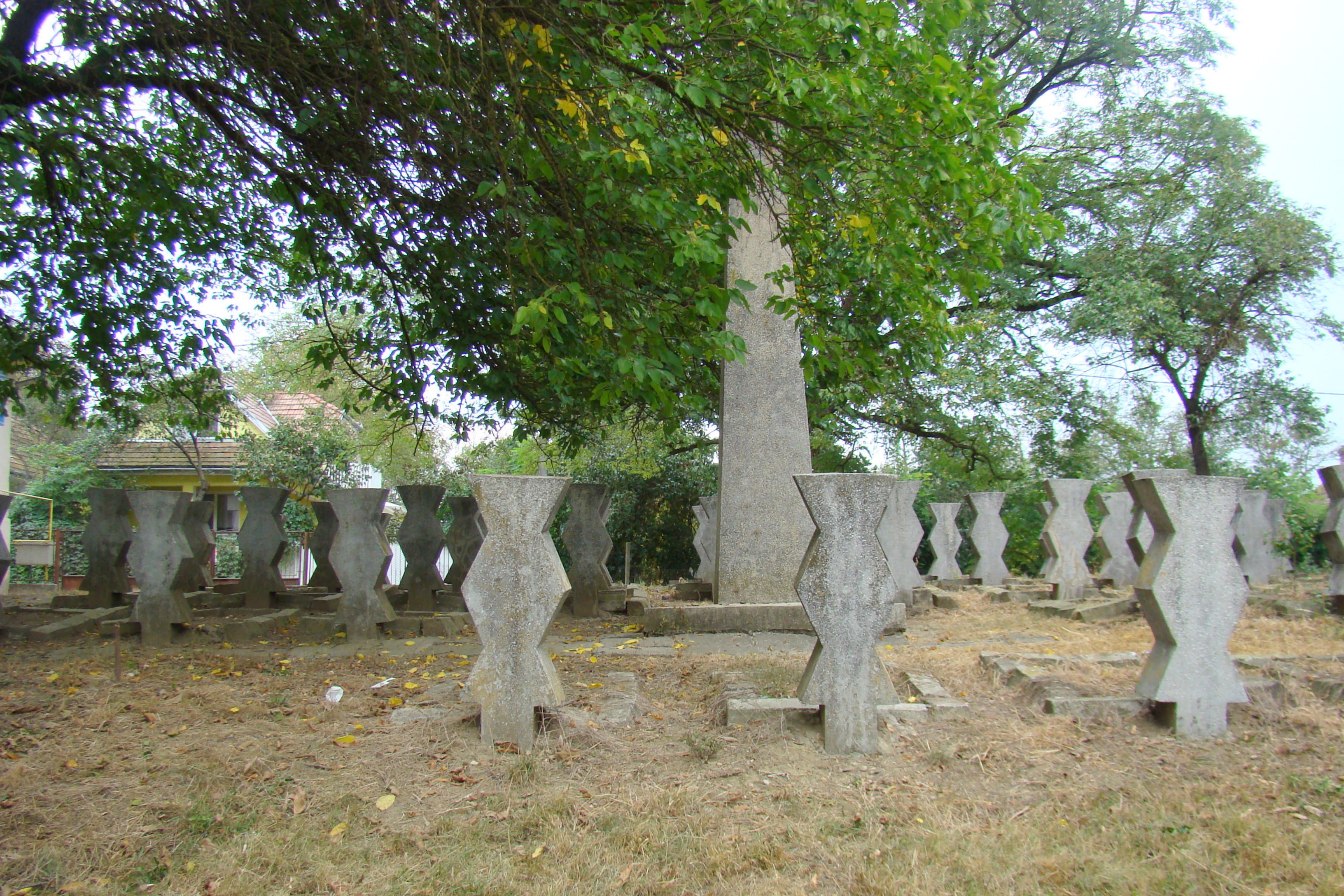
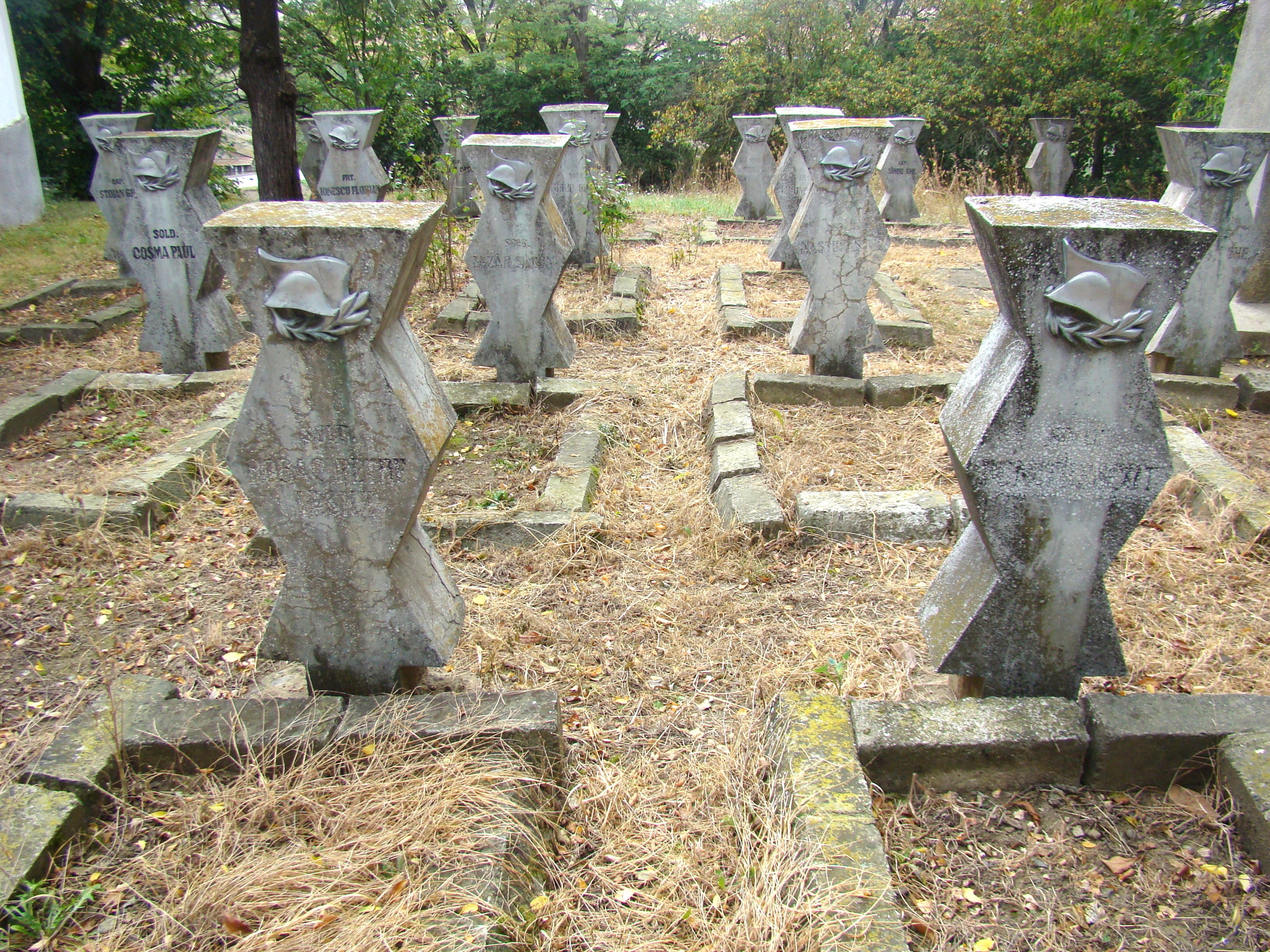
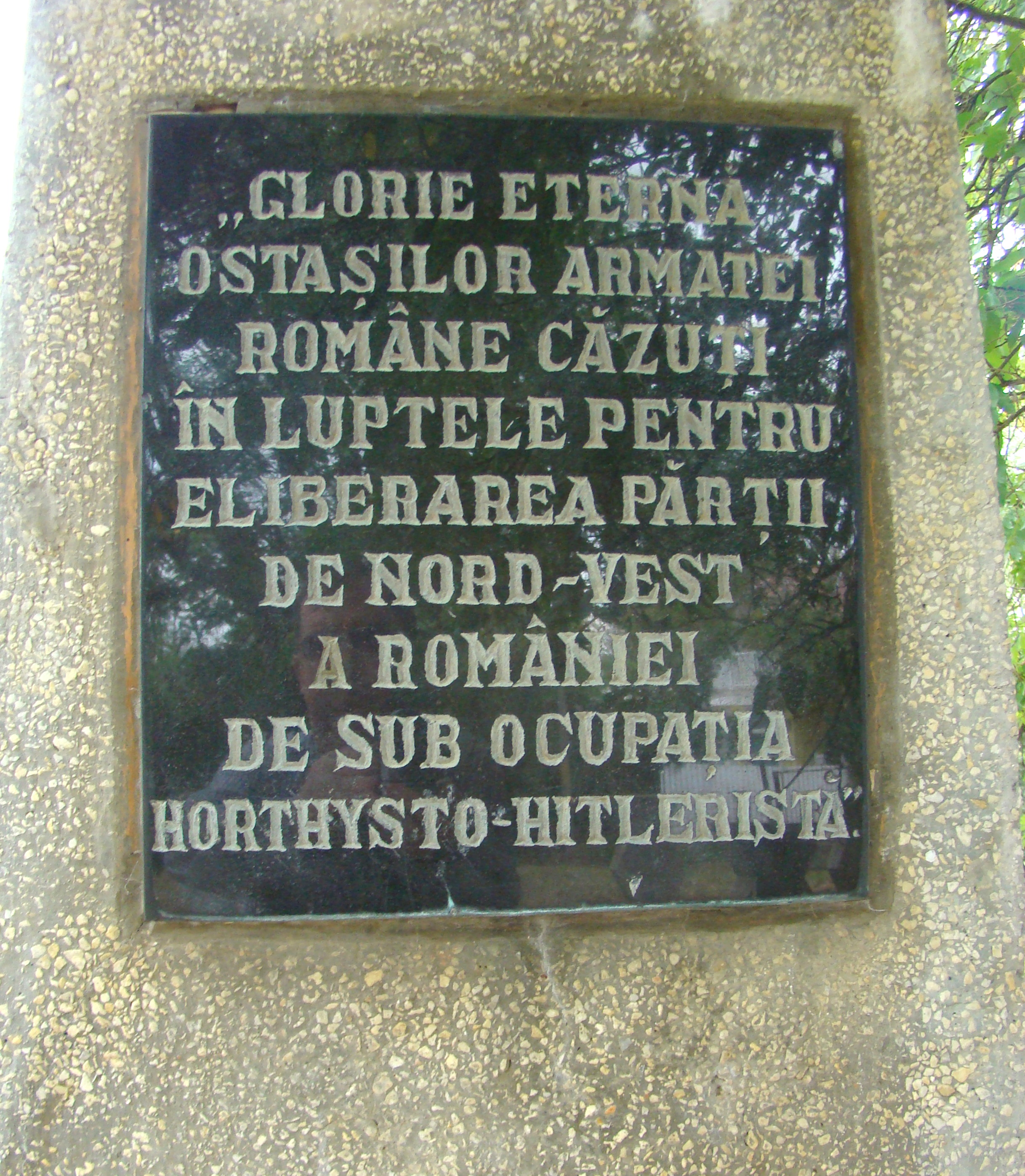
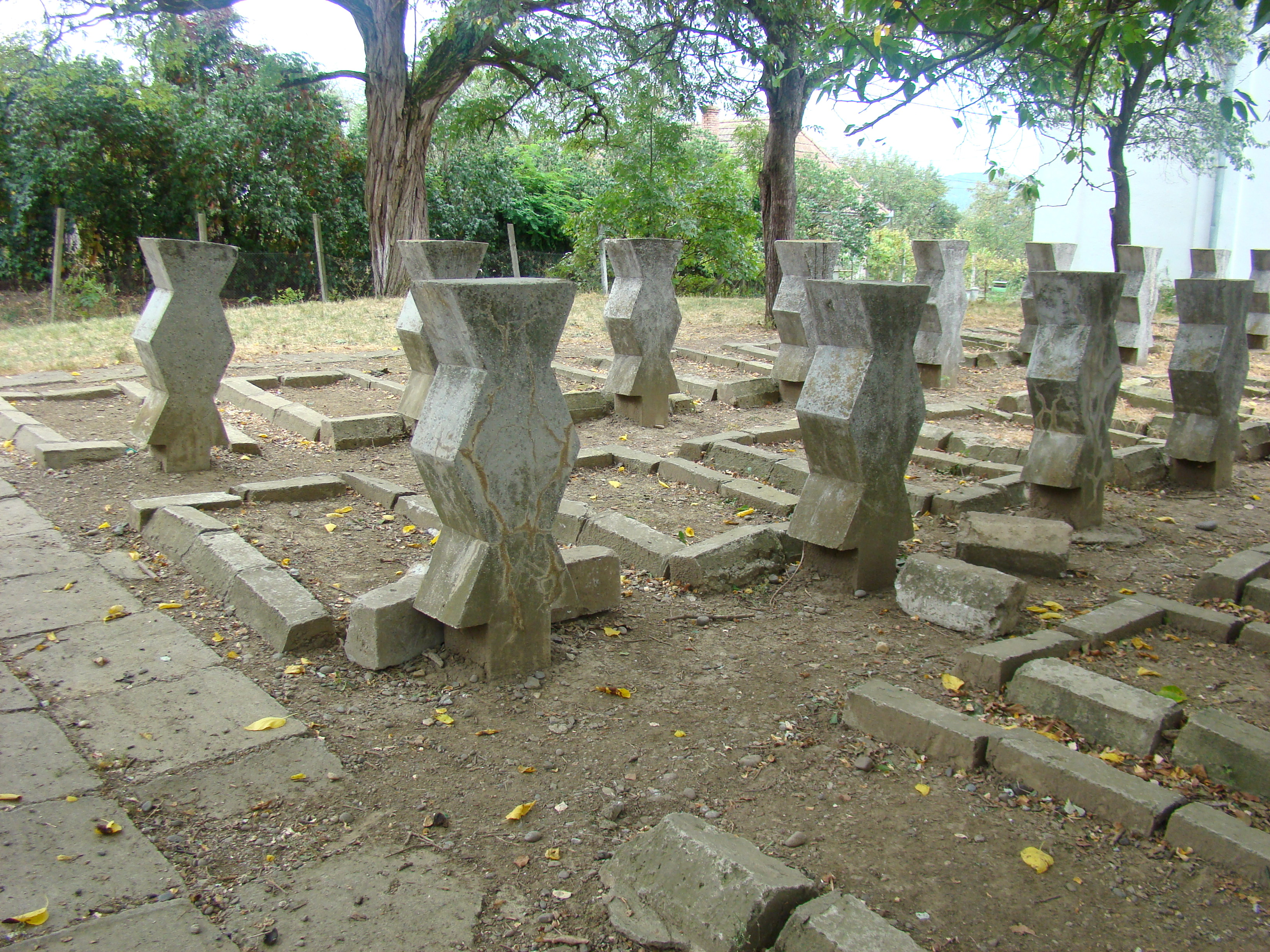
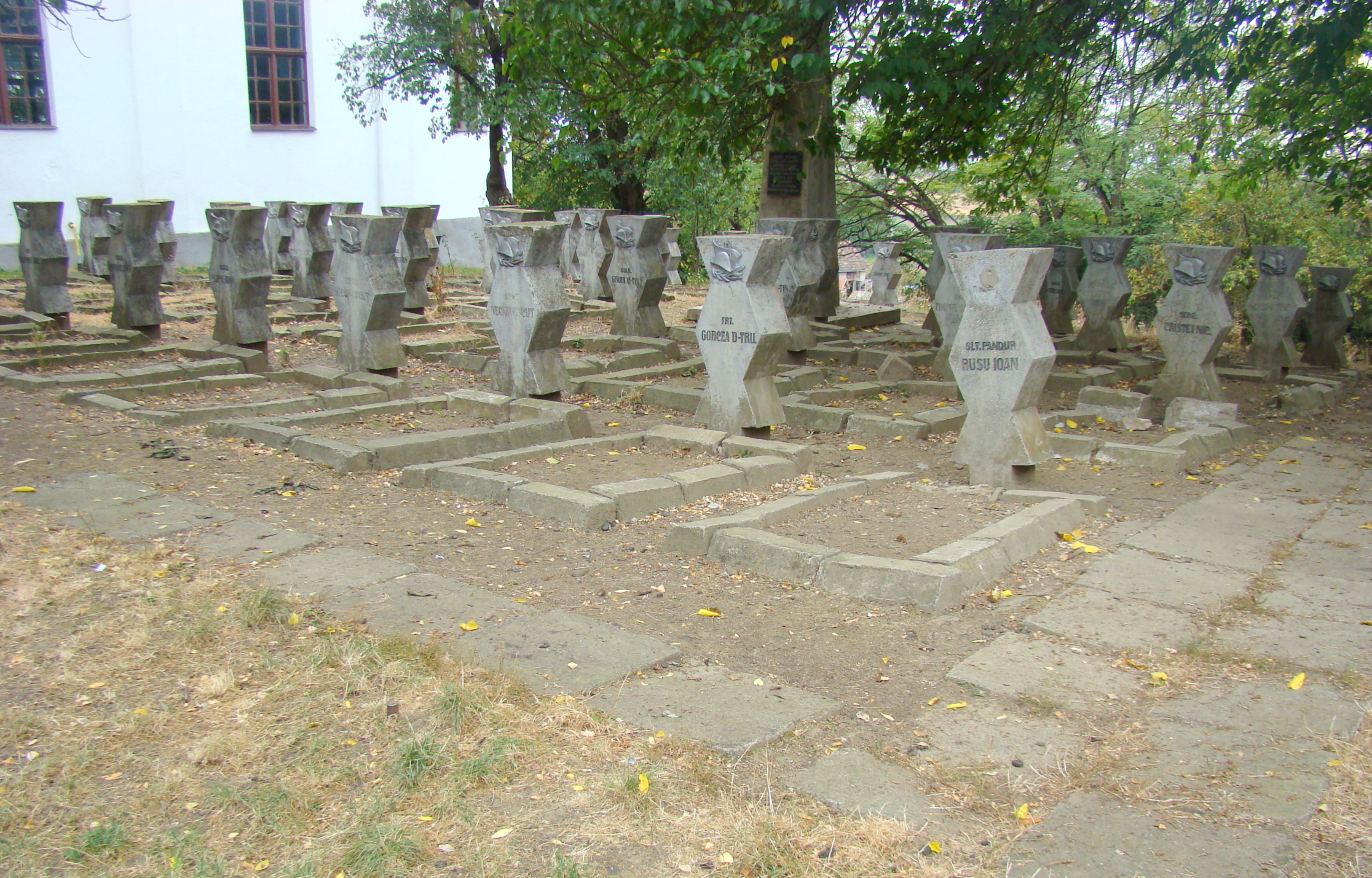
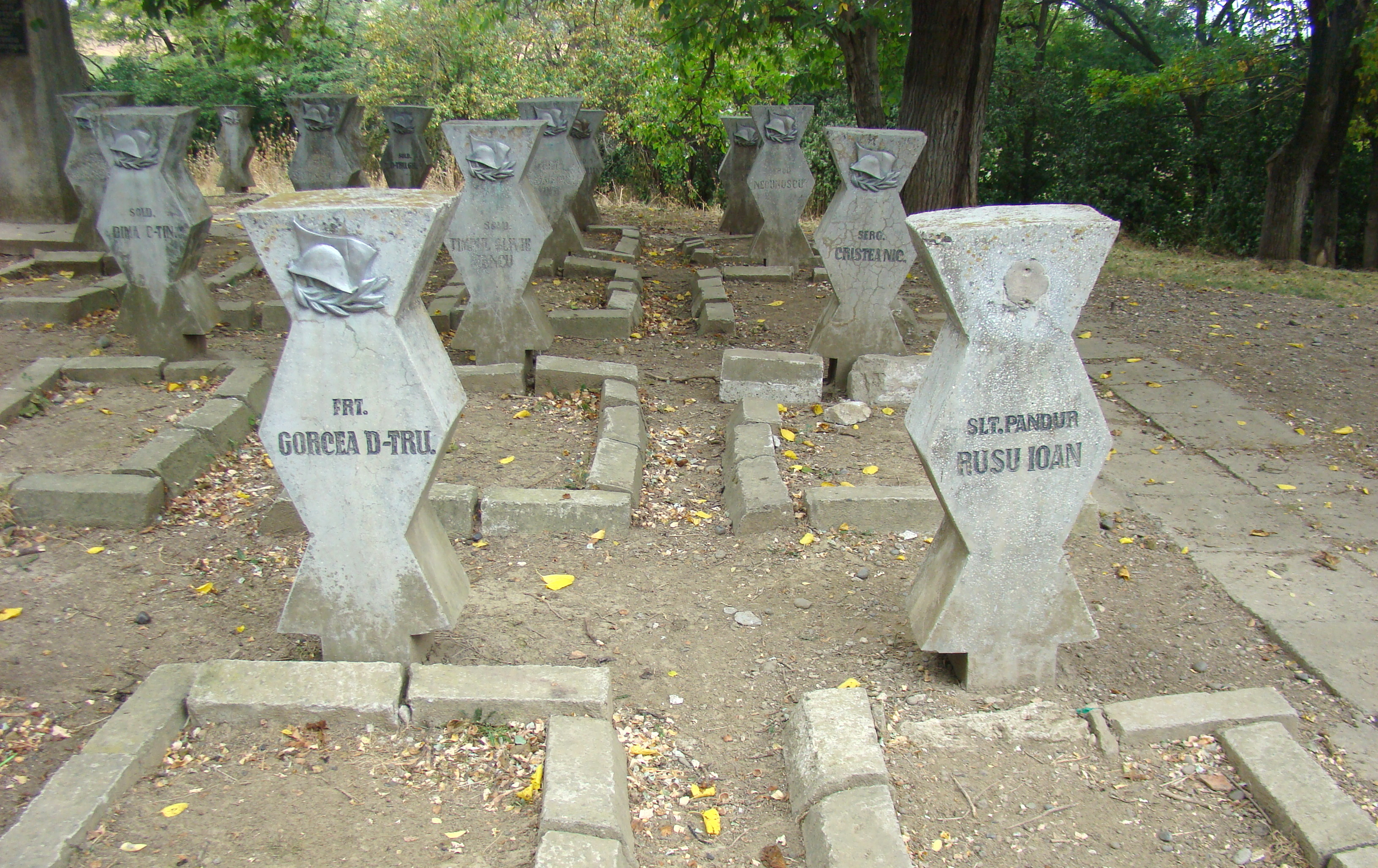
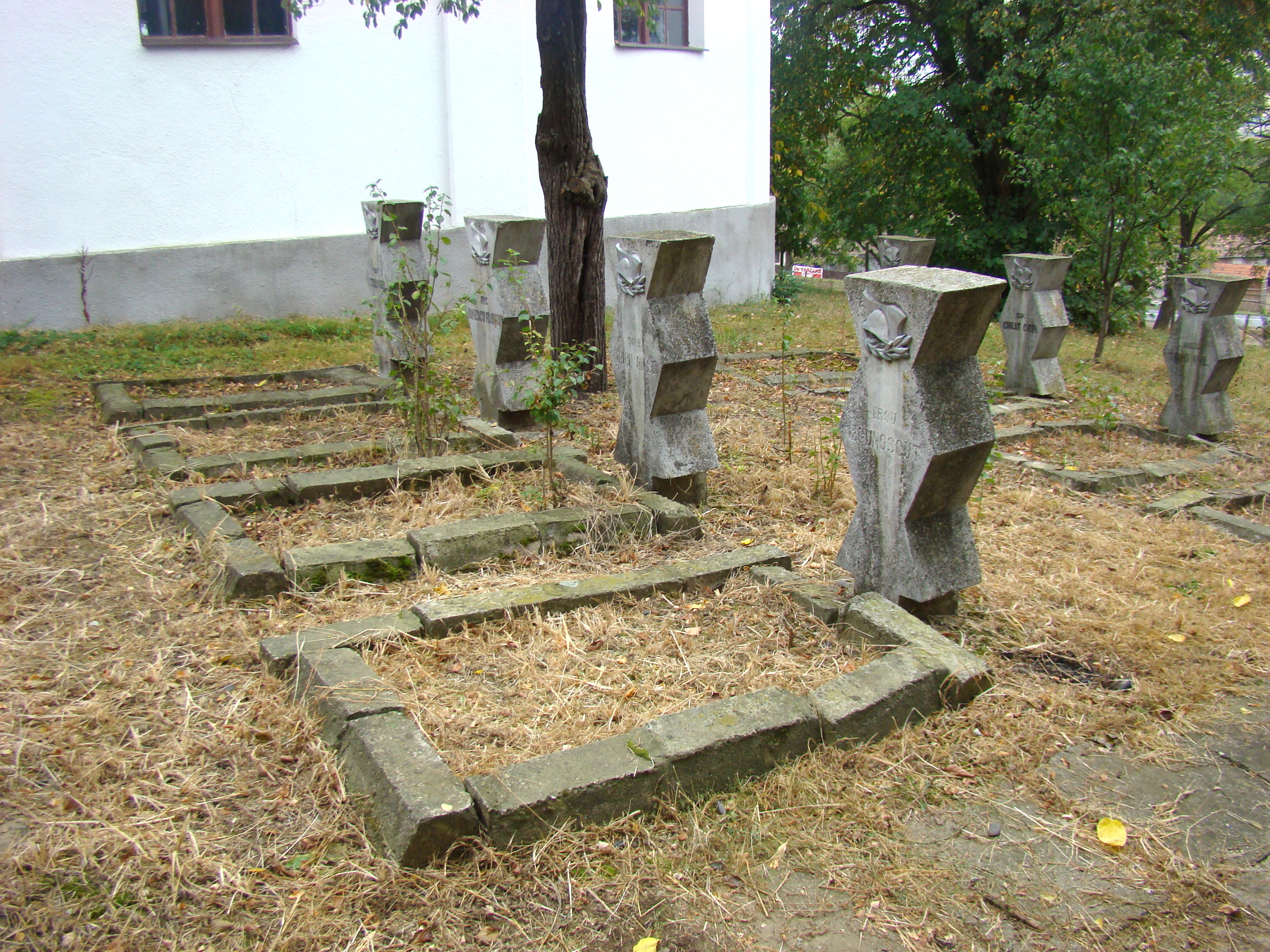
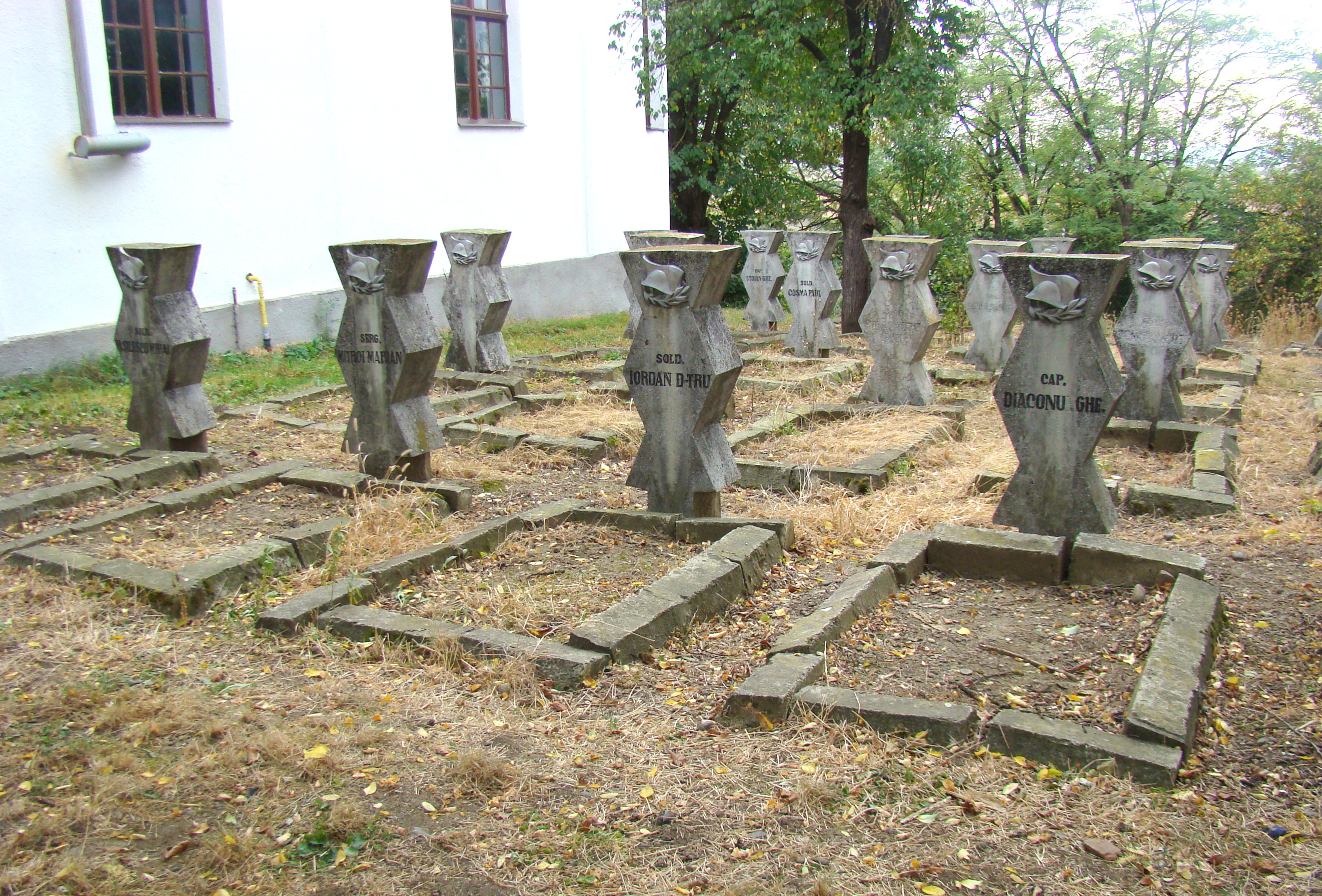

## Vezi și
- Leordeni, Mureș